# Teatro del mar Baltico della seconda guerra mondiale
Il teatro del mar Baltico comprende l'insieme dei combattimenti navali e delle operazioni anfibie svoltesi nel bacino del mar Baltico durante la seconda guerra mondiale, dal settembre 1939 al maggio 1945. La campagna fu piuttosto frammentaria e vide affrontarsi a più riprese diversi contendenti: inizialmente, nel settembre-ottobre 1939 a combattersi furono la tedesca Kriegsmarine e la polacca Marynarka Wojenna, nell'ambito dell'invasione tedesca della Polonia; tra il novembre 1939 e il marzo 1940, a confrontarsi furono invece le unità navali di Finlandia e Unione Sovietica, impegnate nella cosiddetta "guerra d'inverno". A partire dal giugno 1941 le marine militari tedesca e finlandese cooperarono contro il comune nemico sovietico, fino all'uscita della Finlandia dal conflitto nel settembre 1944; le forze navali tedesche e sovietiche continuarono quindi ad affrontarsi sporadicamente fino alla conclusione delle ostilità nel maggio del 1945.
Lungo circa 1 500 km e largo dai 160 ai 300 km, il mar Baltico è un bacino piuttosto ristretto, dal fondale basso e sabbioso, e anche per questo non fu teatro di grandi battaglie tra grossi gruppi navali avversari; in compenso, il bacino fu teatro di diversi scontri tra unità leggere, di limitate campagne sottomarine contro il traffico mercantile, di operazioni anfibie su piccola e media scala, e soprattutto di un'intensa guerra con mine navali: alla fine della guerra zone come il golfo di Finlandia o la costa dei Paesi baltici risultarono tra le acque più minate del conflitto, ed occorsero diversi anni per bonificarle.

## Le forze in campo e gli obiettivi strategici

### Germania
Il bacino del mar Baltico rappresentava uno snodo di vitale importanza per la Germania: quasi il 70% del ferro di cui necessitava l'industria tedesca proveniva dai minerali ferrosi estratti nelle miniere di Kiruna e Gällivare, nella neutrale Svezia; nei mesi estivi, ovvero fino a quando le acque erano sgombre dai ghiacci, i carichi di minerale venivano imbarcati nel porto di Luleå dai mercantili tedeschi che, discendendo il golfo di Botnia, giungevano poi nei porti della Germania settentrionale. La Svezia stessa rappresentò per tutta la durata del conflitto uno dei principali partner commerciali della Germania; in aggiunta a ciò, nelle città di Kiel ed Elbląg si trovavano diversi importanti cantieri navali tedeschi, e le tranquille acque del Baltico venivano frequentemente utilizzate per il collaudo delle unità di nuova costruzione e per l'addestramento degli equipaggi.

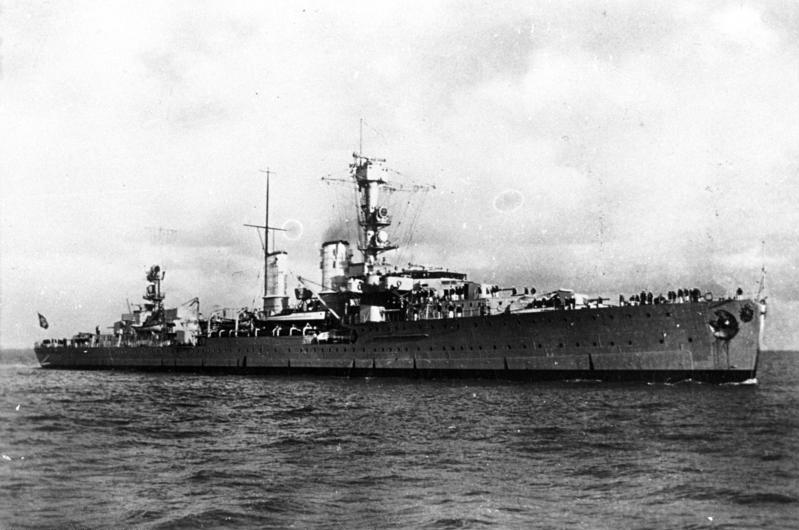
L'incrociatore leggero tedesco Emden

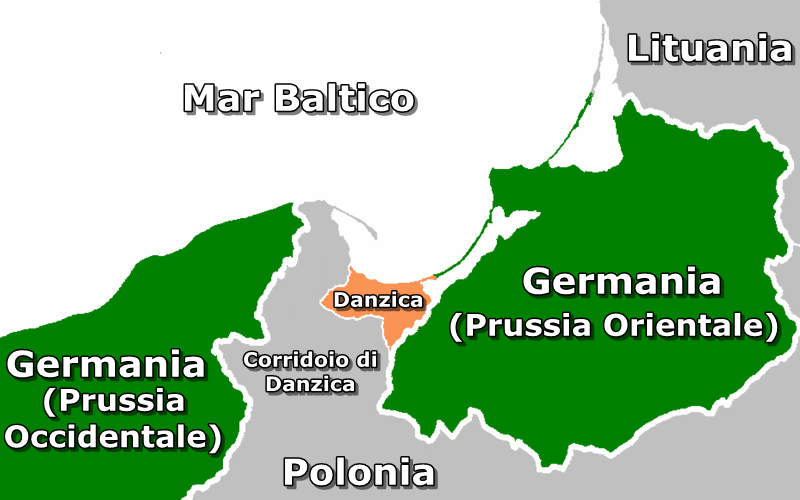
Il corridoio di Danzica tra Germania e Polonia

Nel corso della campagna polacca e soprattutto durante il conflitto con l'Unione Sovietica, la squadra tedesca del Baltico fu composta da un ridotto numero di navi di grosso tonnellaggio: principalmente, operarono nel teatro tre o quattro incrociatori leggeri (si alternarono in questo compito gli incrociatori Emden, Köln, Leipzig e Nürnberg), una mezza dozzina di cacciatorpediniere e le due vecchie corazzate pre-dreadnought Schleswig-Holstein e Schlesien, risalenti alla prima guerra mondiale ed utilizzate prevalentemente come batterie di artiglieria galleggianti; le principali unità da battaglia, così come la maggioranza della sempre più ampia flotta di sommergibili, furono destinate invece al confronto con la Royal Navy nel mare del Nord e nell'oceano Atlantico. In compenso, la Kriegsmarine metteva in campo una vasta forza di unità leggere come torpediniere, fregate antisommergibili, motosiluranti, dragamine e posamine, utilizzate per la difesa delle coste, per la lotta antisommergibile e per la posa di mine navali, e gran parte di esse vennero impiegate in vario modo nelle operazioni nel Baltico.
La situazione cambiò a partire dalla fine del 1944, quando da un lato i tedeschi persero definitivamente l'impegnativa battaglia dell'Atlantico contro i convogli Alleati, dall'altro l'avanzata sovietica sul fronte est metteva ormai in pericolo i territori della Germania orientale; in questo periodo il grosso delle superstiti unità di superficie della flotta tedesca venne ridislocato nei porti del Baltico, onde contribuire sia all'appoggio dei reparti terrestri tramite bombardamenti costieri, sia all'evacuazione dei molti civili tedeschi in fuga davanti all'avanzata sovietica. In queste azioni si misero in luce gli incrociatori pesanti Prinz Eugen e Admiral Scheer, come pure la Admiral Hipper e la Lützow.

### Polonia

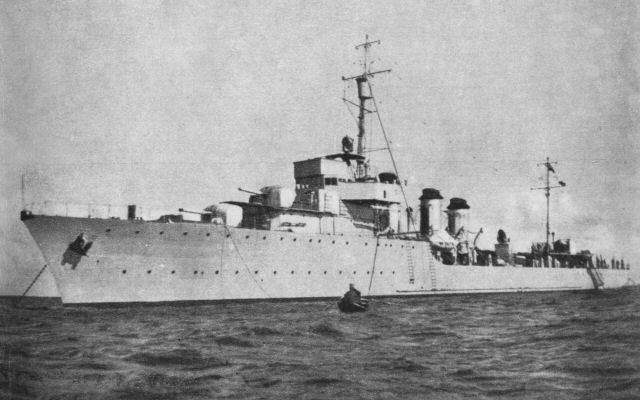
Il cacciatorpediniere polacco

Tornata indipendente nel novembre del 1918 la repubblica polacca aveva acquisito, in virtù del trattato di Versailles, una sottile striscia di costa sul Baltico, il cosiddetto "corridoio di Danzica", che divideva il territorio tedesco della Prussia Orientale dal resto della Germania; per difendere questi nuovi territori venne quindi costituita una piccola forza navale già il 28 novembre 1918, poco dopo la proclamazione dell'indipendenza. Nel periodo tra le due guerre vennero approvati piani per la costruzione di numerose unità navali, anche di grande tonnellaggio, ma le ristrettezze economiche dello stato polacco, acuitesi durante il periodo della Grande depressione, fecero ben presto optare per una flotta dotata di unità leggere.
La marina polacca venne organizzata principalmente per operare contro le forze sovietiche tramite la posa di mine e gli attacchi dei sommergibili, visto che le sue basi principali si trovavano così vicine al confine tedesco da essere gravemente vulnerabili rispetto ad attacchi aerei. La flotta era suddivisa in una squadra di superficie e in una squadra di sommergibili: la squadra di superficie annoverava quattro moderni cacciatorpediniere, due appartenenti alla classe Wicher (ORP Wicher e ORP Burza), costruiti in Francia come versione modificata della classe Bourrasque e consegnati ai polacchi nel 1930, e due appartenenti alla classe Grom (ORP Grom e ORP Błyskawica), di progettazione polacca ma costruiti nel Regno Unito ed entrati in servizio nel 1937; oltre a questi la squadra di superficie si componeva di un grosso posamine (la ORP Gryf, costruita in Francia nel 1936), sei dragamine, due vecchie cannoniere costiere e un certo numero di vascelli ausiliari. La flottiglia di sommergibili disponeva invece di due sommergibili oceanici della classe Orzeł (ORP Orzeł e ORP Sęp), costruiti nei Paesi Bassi nel 1938 come versione modificata dei battelli classe O-19, e di tre sommergibili posamine classe Wilk (ORP Wilk, ORP Ryś e ORP Żbik), costruiti in Francia nei primi anni trenta sul progetto del sommergibile Pierre Chailley. La marina inoltre disponeva di una piccolissima componente aerea, e controllava direttamente le postazioni di artiglieria costiera dispiegate sui litorali del corridoio di Danzica; basi principali erano il porto di Gdynia e la strategica e pesantemente fortificata penisola di Hel.

### Unione Sovietica

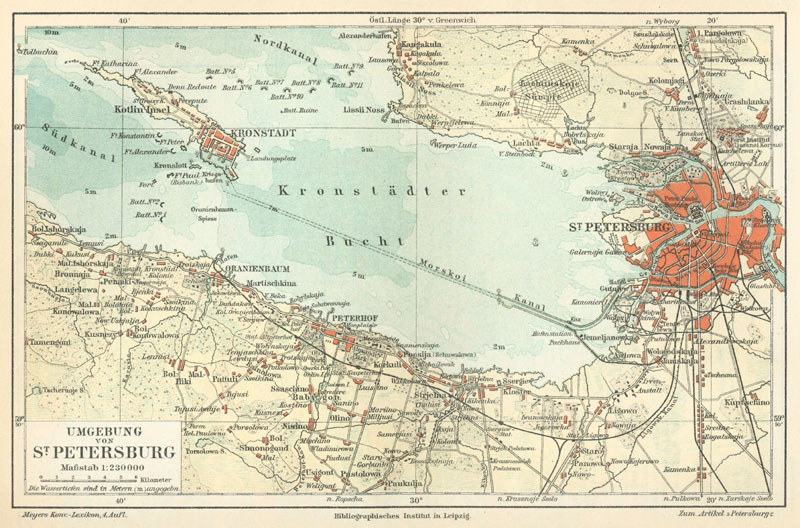
San Pietroburgo (poi Leningrado) e la fortezza di Kronštadt in una mappa tedesca del 1888

Con il trattato di Brest-Litovsk e la fine dell'Impero russo, i territori controllati dall'Unione Sovietica sulla costa del Baltico si erano ridotti notevolmente, limitandosi ormai all'ex capitale zarista San Pietroburgo (ribattezzata Leningrado) ed al tratto finale del golfo di Finlandia; ciò nonostante, il Baltico continuava a rivestire una notevole importanza strategica per lo stato sovietico come principale sbocco sulle acque europee (il transito delle navi sovietiche dal Mar Nero al Mar Mediterraneo era invece fortemente ostacolato dai limiti imposti dalla convenzione di Montreux sui Dardanelli), e la stessa Leningrado continuava ad ospitare i primi e più importanti cantieri navali della nazione. La riconquista dei territori persi dopo la fine della prima guerra mondiale divenne uno degli assi portanti della politica espansionistica sovietica: con il patto Molotov-Ribbentrop dell'agosto 1939, l'Unione Sovietica si vide riconoscere le sue ambizioni territoriali dalla Germania. Il 28 settembre seguente le tre repubbliche baltiche (Estonia, Lettonia e Lituania) vennero obbligate con un vero e proprio diktat a firmare un trattato che garantiva basi militari e libero accesso per le truppe sovietiche; nel giugno del 1940, i sovietici proseguirono con la loro definitiva occupazione e annessione.

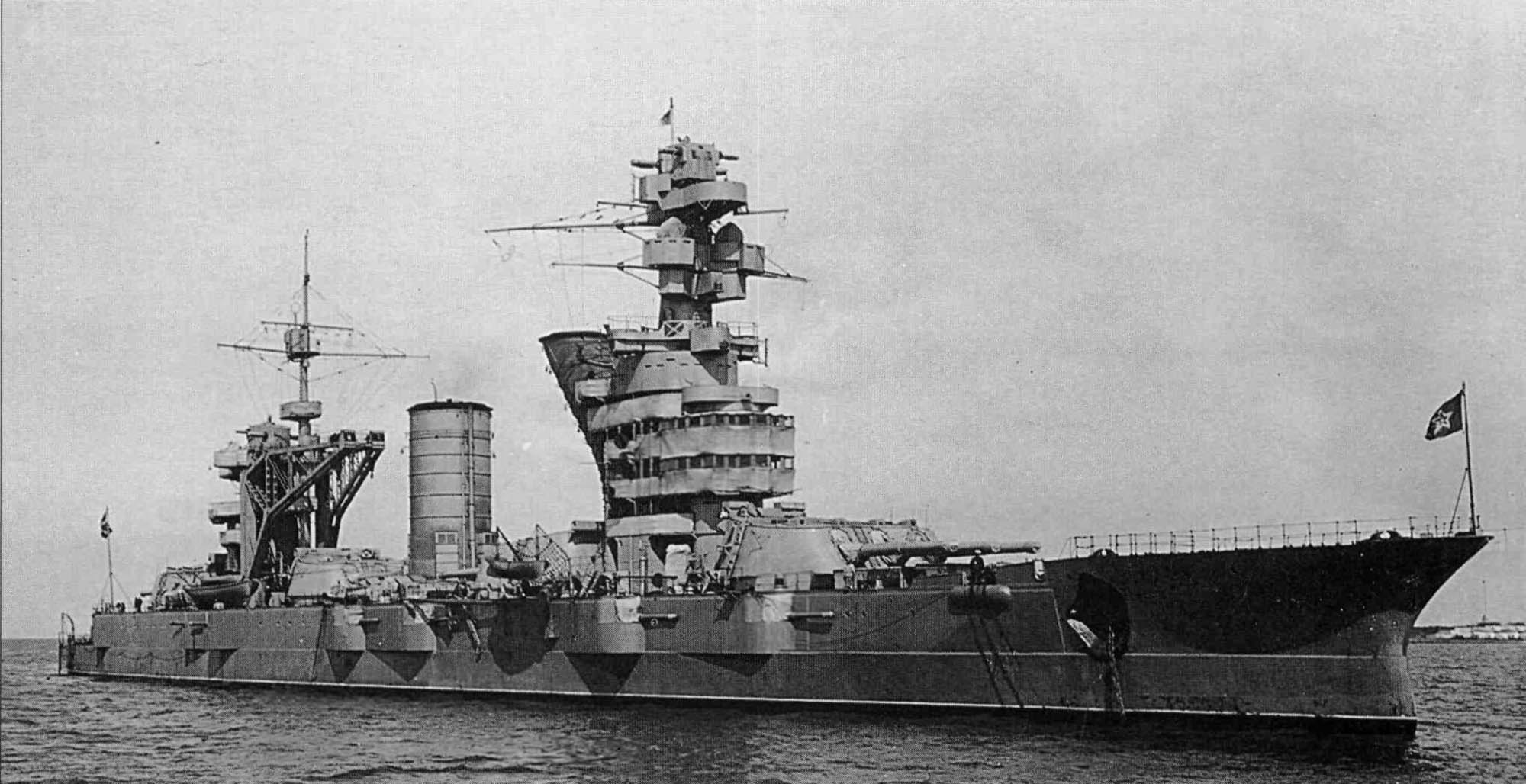
La nave ammiraglia della Flotta del Baltico sovietica: la corazzata Oktjabr'skaja Revoljucija

L'annessione delle tre repubbliche baltiche consentì alla marina sovietica di riguadagnare le importanti basi navali di Tallinn e Liepāja, già appartenute alla marina zarista; in particolare, il possesso di Tallinn, unito al controllo della base di Hanko (strappata alla Finlandia con il trattato di Mosca del 21 marzo 1940), consentiva ai sovietici di dominare l'accesso al golfo di Finlandia, garantendo una migliore protezione della strategica Leningrado. Altra importante base navale era quella di Kronštadt, posta su un'isola pesantemente fortificata davanti alla stessa Leningrado: fondata nel marzo del 1919, la base venne soppressa dopo la fine della guerra civile (anche in considerazione degli eventi della "rivolta di Kronštadt") ma venne riattivata nel novembre del 1939 durante la guerra con la Finlandia, anche se ritornò completamente operativa solo nell'ottobre del 1941 come principale punto d'appoggio per le navi sovietiche nel Baltico.
Nel 1941 la Flotta del Baltico dell'ammiraglio Vladimir Tribuc era la più numerosa delle quattro flotte messe in campo dalla Raboče-Krest'janskij Krasnyj Flot: le sue 225 navi da combattimento di vario tipo erano riunite in una squadra di navi di superficie, tre brigate di sommergibili, due brigate di torpediniere, un distaccamento battelli-faro e un vasto schieramento di unità costiere e per la posa di mine. Lo squadrone navi di superficie riuniva le principali unità da battaglia, un gruppo piuttosto eterogeneo che comprendeva navi appartenenti alla vecchia marina zarista e risalenti alla prima guerra mondiale, ed altre di più recente costruzione; lo squadrone allineava due navi da battaglia della classe Gangut (Oktjabr'skaja Revoljucija e Marat), entrate in servizio nel 1914 ma rimodernate negli anni trenta, due incrociatori leggeri della classe Kirov (Kirov e Maksim Gor'kij), basati sul progetto degli incrociatori italiani classe Raimondo Montecuccoli e varati nel 1938, due cacciatorpediniere conduttore classe Leningrad (Leningrad e Minsk) entrati in servizio tra il 1936 ed il 1939, 17 cacciatorpediniere moderni (3 della classe Gnevnyj, entrati in servizio nel 1938; 13 della classe Soobrazitel'nyj, entrati in servizio tra il 1940 ed il 1941; ed il cacciatorpediniere Opytnyj, unico della sua classe, entrato in servizio nel 1941) e 7 obsoleti (tutti della classe Novik, entrati in servizio tra il 1911 ed il 1914) utilizzati come cacciatorpediniere di scorta. La vasta flotta di sommergibili sovietici, una delle più numerose al mondo, schierava 68 battelli nel Baltico, in varie classi; in aggiunta, le forze per la difesa costiera della Flotta mettevano in campo 55 torpediniere, 34 dragamine, quattro posamine e 34 cacciasommergibili. La flotta disponeva inoltre di una vasta componente aerea, la Aviacija voenno-morskogo flota (Авиация Военно-Морского Флота), con 682 apparecchi (184 bombardieri, 331 caccia e 167 ricognitori), e controllava direttamente le postazioni di artiglieria costiera e contraerea poste a difesa delle installazioni terrestri.

### Finlandia

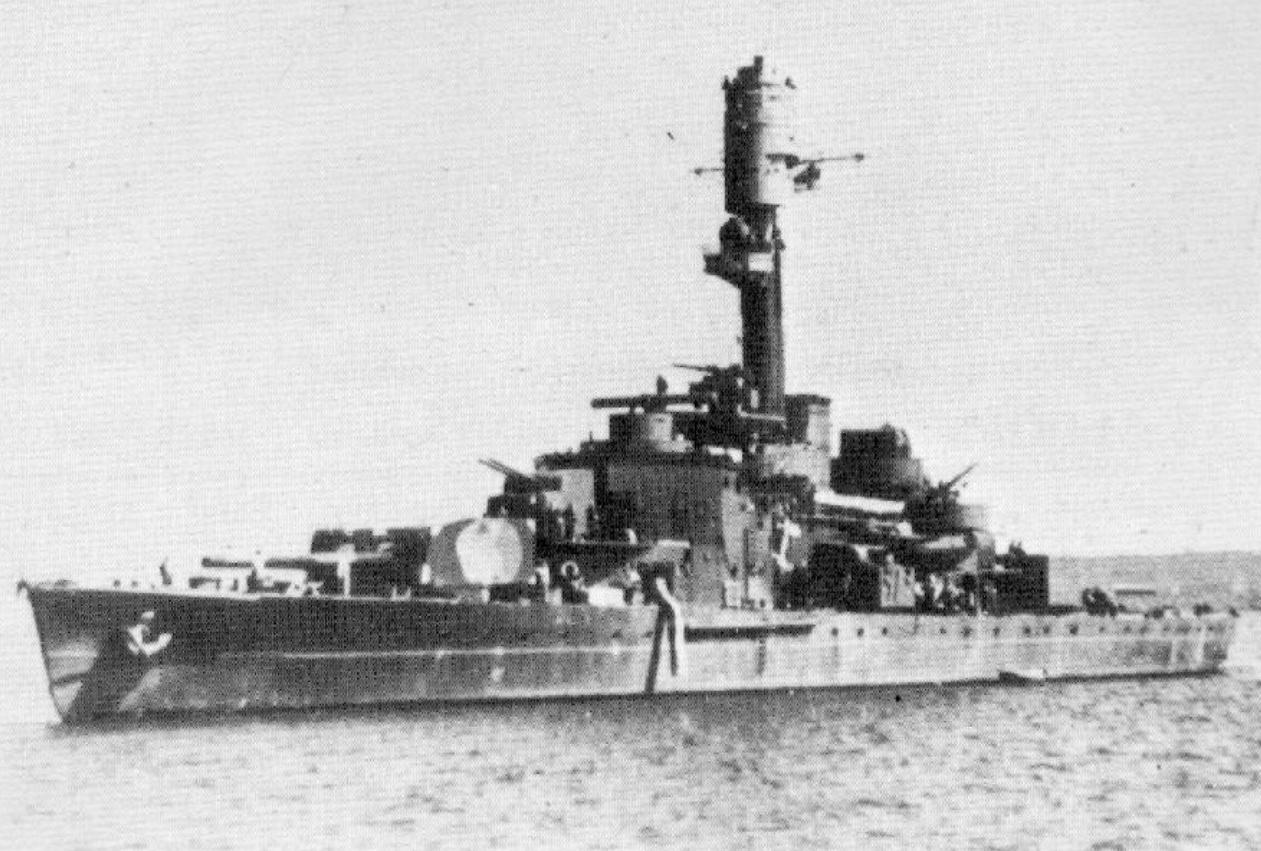
La Väinämöinen, una delle due corazzate costiere della piccola flotta finlandese

Già parte dell'Impero russo, la Finlandia aveva dichiarato l'indipendenza il 6 dicembre 1917, per poi ottenerla definitivamente nel maggio del 1918 dopo una breve ma sanguinosa guerra civile. Il nuovo stato possedeva un'estesa linea costiera sul Baltico, oltre a controllare alcune importanti zone strategiche come la riva settentrionale del golfo di Finlandia e le isole Åland; in aggiunta, la Finlandia era gravemente dipendente dai commerci navali, visto che il 90-95 % delle sue importazioni avvenivano via nave. In considerazione di ciò, una piccola forza navale (Suomen merivoimat) venne istituita già nel 1918, sfruttando vecchie unità leggere della marina zarista abbandonate in Finlandia dopo la fine della prima guerra mondiale; nel corso degli anni venti vennero formulati diversi piani per ampliare la piccola forza, anche se limitazioni economiche ostacolavano la costruzione di nuove unità. La legge navale del settembre 1927 autorizzò infine l'impostazione di nuove unità da guerra, tra cui due corazzate costiere da 4 000 t ed una piccola forza di sommergibili; la marina finlandese venne strutturata come una forza prevalentemente difensiva, con particolare attenzione alla protezione delle coste dalle operazioni anfibie nemiche ed alla guerra con mine navali, mentre il contrasto delle forze navali avversarie veniva affidato alle batterie costiere.
Nel novembre del 1939, al momento dell'attacco sovietico, la marina finlandese si trovava ancora in una fase di transizione e poteva schierare una forza di modeste dimensioni: in particolare, erano disponibili due corazzate costiere classe Väinämöinen (la Ilmarinen e la Väinämöinen), di produzione locale ma con progettazione tedesca ed entrate in servizio tra il 1932 ed il 1934, tre sommergibili posamine classe Vetehinen (Vetehinen, Vesihiisi e Iku-Turso), di produzione locale ma progettati dalla ditta olandese Ingenieurskantoor voor Scheepsbouw (olandese ma con capitale e dirigenza tedesche, costituita per aggirare i limiti del trattato di Versailles) ed entrati in servizio nei primi anni trenta, il sommergibile posamine Saukko (di costruzione locale su progetto tedesco, ed entrato in servizio nel 1930) ed il sommergibile d'attacco Vesikko (di costruzione locale su progetto olandese, ed entrato in servizio nel 1934), quattro vecchie cannoniere (Turunmaa, Karjala, Uusimaa e Hämeenmaa) risalenti alla prima guerra mondiale, sette motosiluranti, un posamine, sette dragamine e 17 pattugliatori classe VMV della guardia costiera; in aggiunta a queste unità, dopo lo scoppio della guerra d'inverno un certo numero di navi civili vennero requisite ed impiegate per scopi militari, principalmente come posamine ausiliari o come navi scorta. La marina finlandese controllava direttamente le postazioni di artiglieria costiera ed i reparti di fanteria addetti alla loro protezione, ma non disponeva di una componente aerea; basi principali erano la capitale Helsinki e il porto di Turku, sede di importanti cantieri navali.

## Le operazioni

### La campagna di Polonia

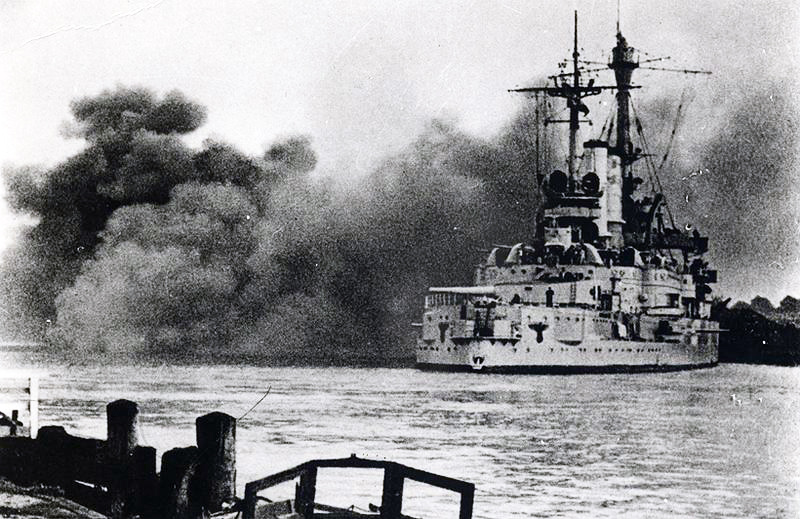
La Schleswig-Holstein fa fuoco sulle postazioni polacche a Westerplatte

La mattina del 1º settembre 1939 le truppe della Wehrmacht tedesca lanciarono il pianificato attacco contro la Polonia, dando così avvio alla seconda guerra mondiale; i primi colpi del conflitto vennero sparati proprio da un'unità navale: quella mattina la vecchia corazzata tedesca Schleswig-Holstein, giunta il 25 agosto nel porto di Danzica, lasciò gli ormeggi ed intorno alle 4:48 aprì il fuoco con i suoi grossi calibri contro le postazioni polacche sulla penisola di Westerplatte.
La marina polacca non si fece trovare impreparata allo scontro, avendo già predisposto diversi piani operativi in caso di conflitto. Il 29 agosto, alle prime avvisaglie dell'imminente conflitto, il comandante della marina polacca, contrammiraglio Józef Unrug, aveva dato il via all'operazione Peking: i tre cacciatorpediniere Burza, Błyskawica e Grom lasciarono il porto di Gdynia alla volta della Gran Bretagna, giungendo infine a destinazione nel pomeriggio del 1º settembre dopo una navigazione indisturbata; l'invio delle unità più moderne della flotta in Gran Bretagna era stato deciso per impedire che venissero bloccate nei porti polacchi dalle superiori forze tedesche, permettendo così loro di prendere parte alle operazioni navali degli alleati occidentali della Polonia. Quello stesso 1º settembre, invece, Unrug ordinò alla squadra di sommergibili di attuare il piano Worek: i cinque battelli si disposero in altrettanti settori prestabiliti nei dintorni della penisola di Hel, al fine di intercettare qualsiasi trasporto tedesco intento a sbarcare truppe sulla costa del corridoio di Danzica; contemporaneamente, le unità di superficie misero in atto il piano Rurka, iniziando a disseminare la baia di Danzica di mine navali, ma i loro sforzi vennero duramente contrastati dai bombardieri della Luftwaffe tedesca, che riuscirono a danneggiare gravemente il posamine Gryf.

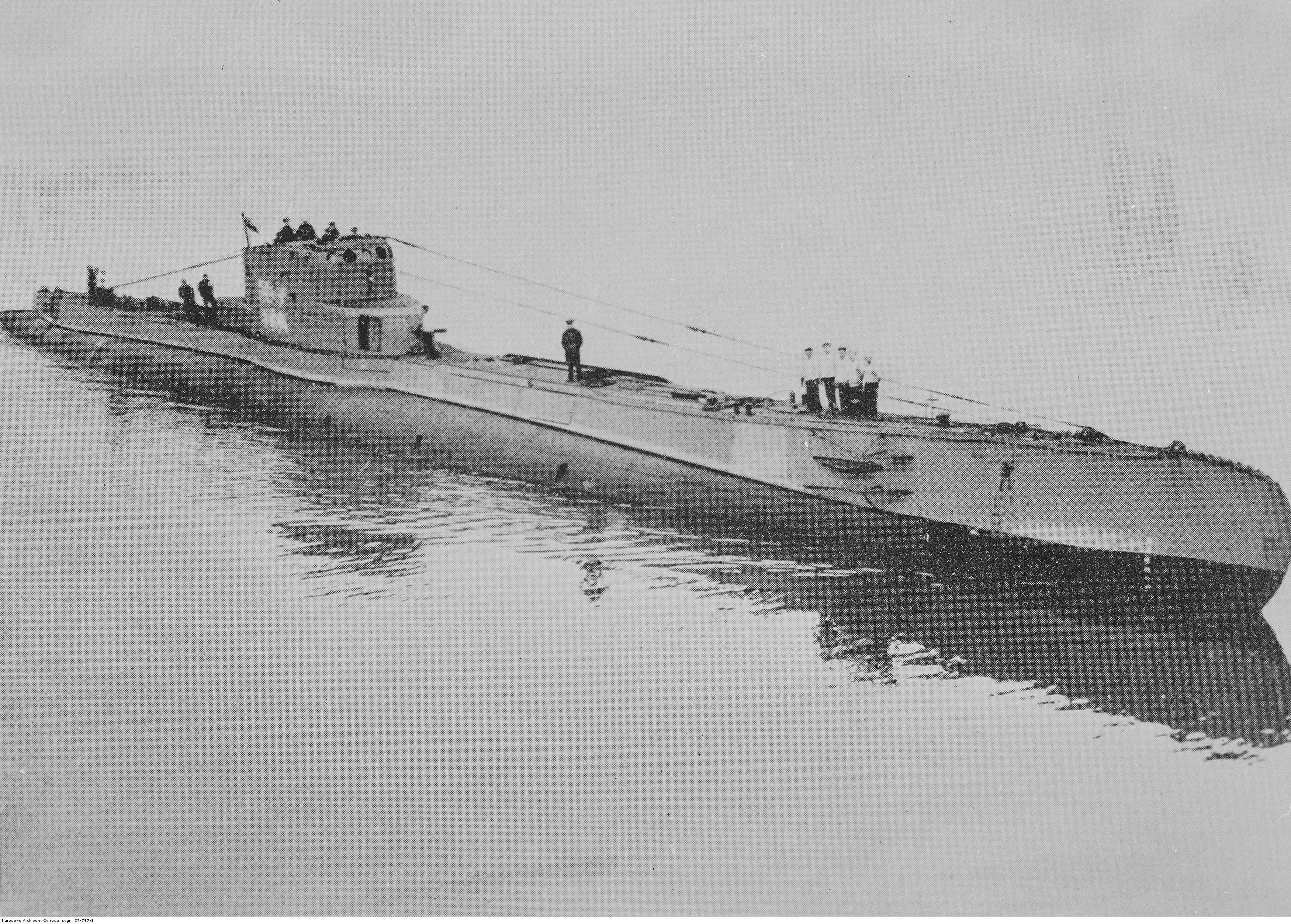
Il sommergibile polacco

L'unico scontro tra unità di superficie della campagna si ebbe la mattina del 3 settembre, quando i cacciatorpediniere tedeschi Z1 Leberecht Maass e Z9 Wolfgang Zenker lanciarono un'incursione contro le installazioni polacche sulla penisola di Hel, venendo contrastati dalla Gryf, dal cacciatorpediniere Wicher e dalle batterie costiere polacche: nel corso di un breve scontro a fuoco, la Leberecht Maass venne colpita da un colpo di grosso calibro sparato da una batteria costiera, ed entrambe le navi tedesche si ritirarono dall'azione. Il successo polacco fu comunque di breve durata: quella stessa mattina, verso le 9:00, bombardieri in picchiata Junkers Ju 87 tedeschi attaccarono le navi polacche ancorate ad Hel, affondando sia la Wicher che la Gryf. I dragamine più piccoli continuarono a compiere alcune missioni di minamento, ma il 15 settembre un nuovo raid aereo tedesco portò all'affondamento di due unità ed al danneggiamento di altre tre; quando infine Hel si arrese il 2 ottobre, le superstiti unità polacche caddero nelle mani dei tedeschi.
I sommergibili polacchi dispiegati intorno ad Hel non colpirono nessuna nave nemica, anche perché i tedeschi non tentarono alcuna operazione anfibia contro la penisola; solo il Zbik poté rivendicare un successo, quando una delle sue mine colò a picco il dragamine tedesco M 85 il 1º ottobre. Visto che la superiorità aerea tedesca impediva ai battelli di rientrare alle loro basi, questi ricevettero ordine di recarsi in porti neutrali e lì farsi internare: i sommergibili Sęp, Ryś e Żbik, tutti danneggiati da attacchi tedeschi, raggiunsero i porti della Svezia meridionale tra il 17 ed il 25 settembre, mentre lo Orzeł raggiunse Tallinn il 15 settembre; il sommergibile Wilk, disobbedendo agli ordini, forzò la sorveglianza tedesca dello Skagerrak e raggiunse la Gran Bretagna il 20 settembre. Le unità polacche, secondo le convenzioni internazionali, vennero disarmate ed i loro equipaggi internati; tuttavia il 18 settembre il sommergibile Orzeł riuscì a forzare la vigilanza estone ed a prendere il largo, per poi giungere indenne in Gran Bretagna il 14 ottobre seguente.

### La guerra d'inverno

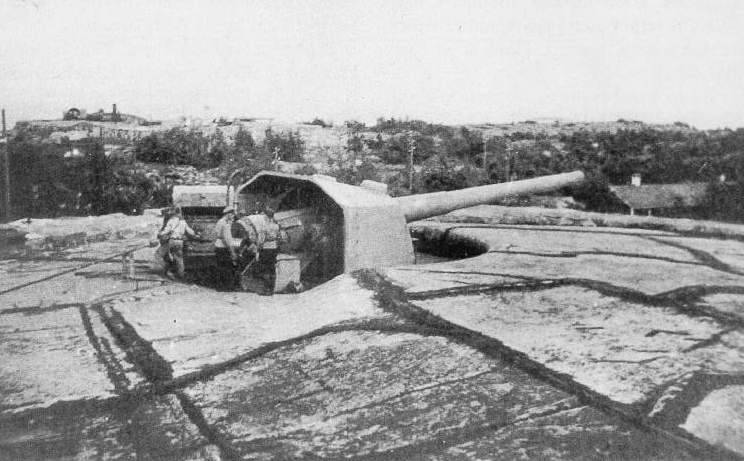
Un cannone da 234 mm finlandese dislocato sulla costa dell'isola di Russarö

Il 30 novembre 1939 l'Unione Sovietica lanciò un massiccio attacco contro la Finlandia, dando avvio alla cosiddetta "guerra d'inverno"; molto combattuto sul piano terrestre, il conflitto vide relativamente poche azioni sul piano navale: numericamente soverchiata, la marina finlandese assunse fin dall'inizio un atteggiamento strettamente difensivo, mentre la Flotta del Baltico sovietica, priva delle capacità per lanciare massicce operazioni anfibie, si limitò ad appoggiare le truppe terrestri con bombardamenti costieri ed a condurre attacchi contro il traffico navale finlandese con sommergibili ed aerei. In aggiunta il golfo di Finlandia e quello di Botnia gelarono quasi completamente a partire dal gennaio del 1940, obbligando il grosso delle unità di superficie a rimanere nei porti.
Sul piano navale la guerra iniziò alle 7:45 di quello stesso 30 novembre, con una serie di bombardamenti effettuati dalle navi e dagli aerei della Flotta del Baltico contro le postazioni costiere finlandesi; le piccole isole di Suursaari, Seiskari, Peninsaari e Lavansaari, situate nella parte orientale del golfo di Finlandia, vennero rapidamente catturate da reparti da sbarco sovietici nei primi tre giorni di guerra, incontrando scarsa resistenza. In risposta a queste azioni, il governo di Helsinki fece occupare e fortificare dalle sue forze le isole Åland, demilitarizzate fin dagli anni venti: il grosso delle forze di superficie della marina finlandese venne pertanto spostato nei porti di Turku e Mariehamn per presidiare l'entrata del golfo di Botnia da incursioni dei sommergibili sovietici.

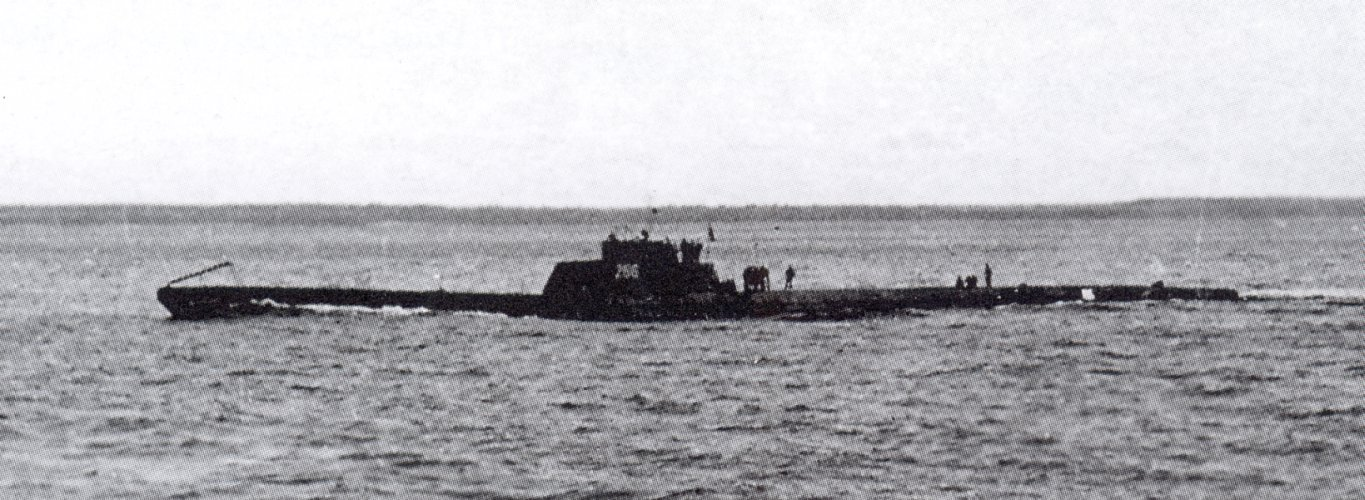
Un sommergibile sovietico della classe S

Il grosso degli scontri si ebbe quindi tra unità di superficie sovietiche e le batterie costiere finlandesi. Il 1º dicembre l'incrociatore Kirov ed i cacciatorpediniere Stremitel'nyj e Smetlivyj scambiarono colpi con le postazioni finlandesi sull'isola di Russarö, vicino Hanko: l'incrociatore ed uno dei cacciatorpediniere vennero colpiti e danneggiati, e l'azione convinse i sovietici a scartare l'ipotesi di uno sbarco lungo la costa meridionale finlandese. Tra il 10 ed il 19 dicembre le corazzate sovietiche Oktjabr'skaja Revoljucija e Marat compirono diversi bombardamenti contro il forte di Saarenpää, l'estremità occidentale della linea Mannerheim, in appoggio alle rinnovate offensive via terra dell'Armata Rossa: il forte venne danneggiato ma non completamente messo fuori uso. Le operazioni navali nel golfo di Finlandia cessarono a partire dal 20 dicembre, visto che ormai il ghiaccio impediva la navigazione delle unità maggiori; le batterie costiere finlandesi, ed in particolare quelle dislocate nella baia di Viipuri, furono tuttavia impegnate ancora a lungo in combattimenti, sia in appoggio alle proprie truppe terrestri, sia per respingere incursioni sovietiche lanciate attraverso il mare gelato.
Il 7 dicembre il governo sovietico dichiarò la guerra sottomarina indiscriminata nelle acque territoriali finlandesi. Nonostante il cospicuo numero di sommergibili impiegati, tuttavia, i risultati ottenuti furono modesti: a fronte di circa 400 mercantili partiti o diretti in porti finlandesi durante il conflitto, i sommergibili sovietici affondarono solo cinque navi (una finlandese, una estone, una svedese e due tedesche), anche perché la marina finlandese adottò fin dall'inizio un efficace sistema di convogli navali ben scortati; altri quattro mercantili finlandesi ed un rompighiaccio della marina vennero colati a picco da incursioni aeree sovietiche mentre si trovavano ancorati in porto. In queste azioni i sovietici persero il sommergibile S-2, affondato il 2 gennaio 1940 probabilmente da una mina navale svedese al largo delle Åland, mentre i finlandesi persero la nave-scorta Aura II, affondata il 13 gennaio per l'esplosione accidentale delle sue cariche di profondità. Al contrario dei sovietici, i finlandesi impiegarono i loro sommergibili solo in missioni di posa di mine al largo delle costa estone, e non ingaggiarono alcuna unità nemica; tutte le attività dei sommergibili di ambo le parti cessarono a partire dal gennaio del 1940, dopo che anche la porzione occidentale del golfo di Finlandia fu completamente ghiacciata.

### L'occupazione della Danimarca

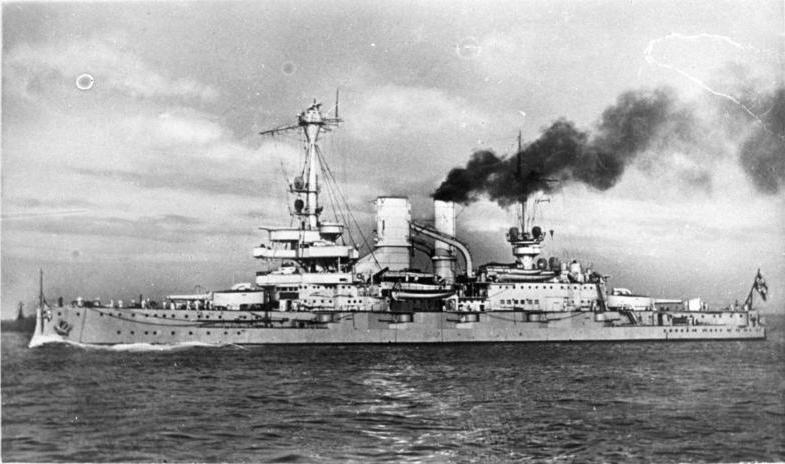
La Schleswig-Holstein, veterana dello Jutland, guidò le operazioni navali per l'occupazione della Danimarca

Il 19 febbraio 1940 Adolf Hitler autorizzò l'approntamento di un piano operativo per procedere all'occupazione della neutrale Norvegia: l'azione, poi sfociata nella cosiddetta operazione Weserübung, era stata voluta per prevenire un'occupazione del paese scandinavo da parte delle forze Alleate, fatto che avrebbe avuto pesanti ripercussioni sulla condotta della guerra da parte della Germania. Nel piano venne ricompresa anche l'invasione della neutrale Danimarca, i cui campi d'aviazione rivestivano notevole importanza nello svolgimento di Weserübung; l'occupazione del piccolo paese scandinavo rispondeva anche ad importanti esigenze strategiche: il controllo degli stretti dello Skagerrak e del Kattegat, come pure dell'isola di Bornholm, avrebbe permesso alla Kriegsmarine di chiudere gli accessi al Baltico all'interferenza delle altre marine Alleate, mentre invece il possesso della penisola dello Jutland avrebbe consentito alla Luftwaffe di estendere ancora più a nord la sua rete di posti d'osservazione con cui avvistare i bombardieri della RAF diretti in Germania.
La piccola nazione danese disponeva di ridotte forze armate; in particolare la marina (Kongelige danske marine) allineava due vecchie corazzate costiere, sei torpediniere, sette piccoli sommergibili, tre posamine e nove dragamine, tutti di base a Copenaghen. La marina disponeva inoltre di una piccola componente aerea composta da una squadriglia di idrovolanti Heinkel HE 8 di base nella capitale, e da una di caccia Hawker Nimrod nell'aeroporto di Aalborg.
L'attacco tedesco alla Danimarca iniziò nelle prime ore del 9 aprile 1940, in concomitanza con gli sbarchi in Norvegia; la 170. Infanterie-Division e una brigata motorizzata attraversarono il confine terrestre tra i due paesi e dilagarono nello Jutland, incontrando una debole e disorganizzata resistenza da parte dei reparti dell'esercito danese. Contemporaneamente, diversi gruppi da sbarco della Kriegsmarine vennero inviati a occupare i punti strategici della nazione: scortati dalla vecchia corazzata Schleswig-Holstein, due navi da trasporto, due dragamine e sei pescherecci sbarcarono truppe a Nyborg e Korsør, assicurandosi il passaggio del Grande Belt; altri dragamine sbarcarono invece truppe a Fredericia e Middelfart, impossessandosi del ponte che univa lo Jutland all'isola di Fionia. Circumnavigando in senso orario l'isola di Selandia, il posamine Hansestad Danzing, il rompighiaccio Stettin e due motovedette fecero il loro ingresso nel porto di Copenaghen intorno alle 4:50: senza incontrare opposizione, le navi tedesche sbarcarono un battaglione di fanteria che si impossessò rapidamente della cittadella, quartier generale dell'esercito, per poi scontrarsi con le guardie reali danesi al palazzo di Amalienborg; dopo un'incursione simbolica dei bombardieri della Luftwaffe sulla città, intorno alle 8:34 il re Cristiano X di Danimarca ordinò di cessare qualsiasi resistenza, consegnando il paese ai tedeschi.

### Il fronte orientale

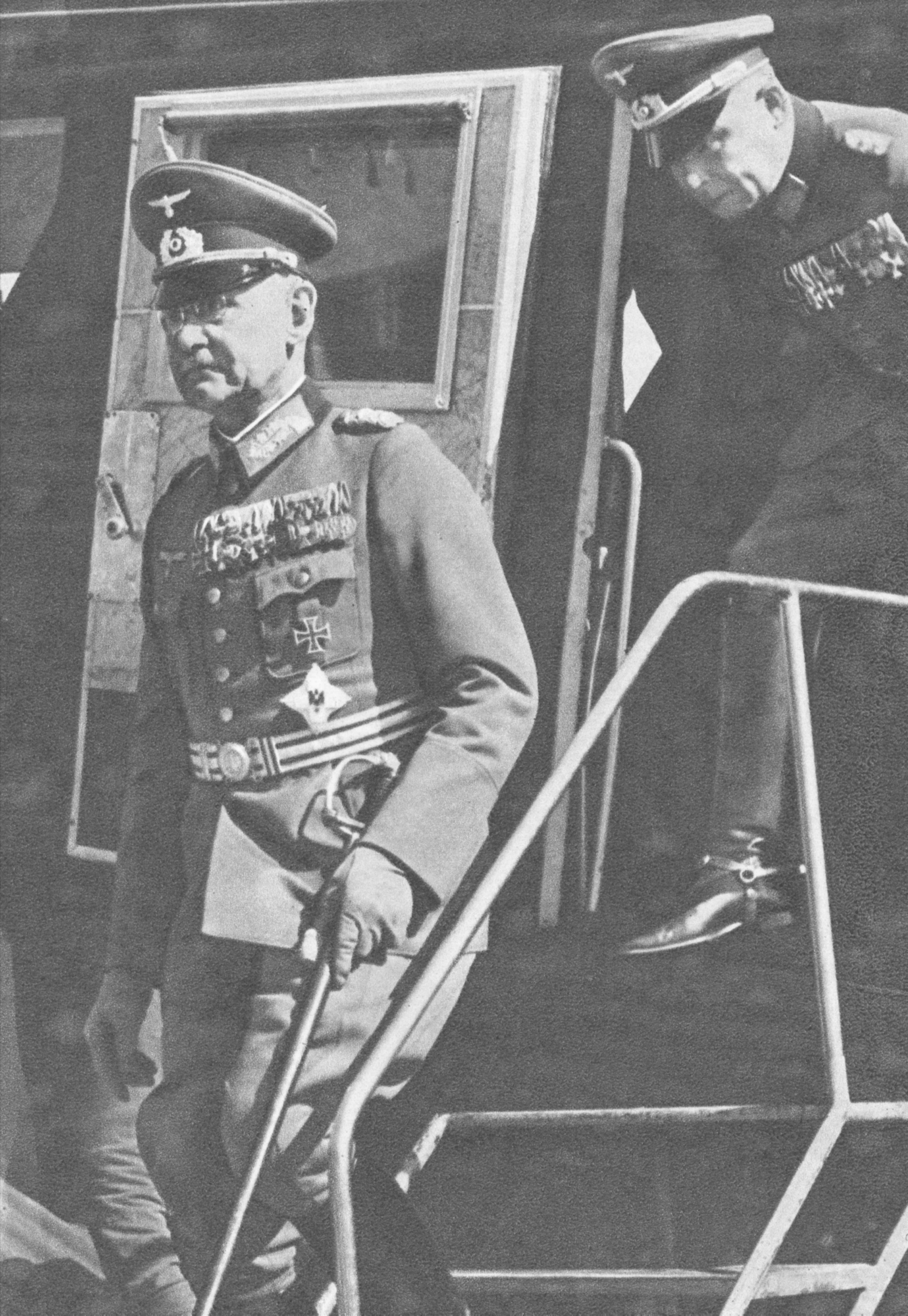
Il generale Franz Halder, capo di stato maggiore della Wehrmacht, si reca in visita in Finlandia nel 1941

L'attacco tedesco all'Unione Sovietica iniziò nelle prime ore del 22 giugno 1941: 146 divisioni per complessivi 3 500 000 uomini lanciarono un'offensiva lungo un fronte che andava da Memel sul Baltico fino alla foce del Danubio sul Mar Nero. Il piano tedesco (operazione Barbarossa), tuttavia, teneva in poca considerazione le operazioni navali: la Kriegsmarine fu incaricata di minare le acque del golfo di Riga, di impedire la fuga della Flotta del Baltico e di ostacolare eventuali sue operazioni anfibie, ma fu deciso che uno sforzo navale su vasta scala non era necessario; la conquista delle regioni baltiche dell'Unione Sovietica fu affidata ai reparti terrestri dell'Heeresgruppe Nord del feldmaresciallo Wilhelm Ritter von Leeb.
La buona prova fornita dai finlandesi nella recente guerra d'inverno convinse Hitler a coinvolgerli nell'attacco: costretta dalle pressioni sovietiche a fare ulteriori concessioni dopo lo svantaggioso trattato di Mosca, la Finlandia si disse ben disposta a collaborare con i tedeschi contro il vecchio nemico. A causa della proibizione di Hitler di rivelare i particolari di Barbarossa agli alleati, tuttavia, un accordo di massima tra le due nazioni fu redatto solo sulla fine del maggio del 1941: la Finlandia si impegnò a fornire assistenza alle truppe tedesche inviate contro Murmansk e di fare pressione verso Leningrado invadendo la Carelia. L'accordo, tuttavia, stabiliva più una collaborazione militare contro un nemico comune piuttosto che una vera e propria alleanza politica tra le due nazioni: la Finlandia puntava più che altro al recupero dei territori persi con la guerra d'inverno, e, anche se ai tedeschi venne dato tutto l'aiuto richiesto, le due nazioni finirono col dare vita a due guerre separate contro lo stesso nemico.
Piani per una collaborazione navale tra Kriegsmarine e Merivoimat vennero stilati durante un incontro tra i vertici militari tedesco-finlandesi il 25 - 26 maggio a Salisburgo, ed ulteriormente perfezionati durante un secondo incontro a Kiel il 6 giugno: la Finlandia acconsentì all'invio nelle sue acque di due gruppi di navi posamine tedesche, incaricate di stendere campi minati con cui chiudere l'imboccatura del golfo di Finlandia, come pure di altrettante flottiglie di motosiluranti incaricate di proteggere i primi. Le unità tedesche arrivarono nei porti finlandesi tra il 13 ed il 14 giugno, per poi iniziare la posa dei campi minati nella notte tra il 21 ed il 22 giugno seguenti, anche se la formale dichiarazione di guerra della Finlandia all'Unione Sovietica non arrivò prima del 25 giugno.

#### La caduta di Tallinn
La Flotta del Baltico sovietica non fu colta di sorpresa dall'attacco tedesco del 22 giugno: contravvenendo agli ordini di Stalin, l'ammiraglio Tribuc fu tra i pochi comandanti sovietici a predisporre misure preparatorie alle prime avvisaglie del conflitto, trasferendo le corazzate dalla base principale della Flotta a Tallinn alla base di Kronštadt (dotata di una migliore difesa contraerea), inviando unità a pattugliare il golfo di Riga, ed infine ponendo l'intera flotta in stato di massima allerta alle 23:37 del 21 giugno. La prima azione navale ufficiale del conflitto ebbe luogo alle 3:45 del 22 giugno, quando le motosiluranti tedesche S59 e S60 affondarono un mercantile sovietico ex lettone al largo dell'isola di Gotland; il giorno successivo, mentre scortavano unità posamine nel golfo di Riga, l'incrociatore sovietico Maksim Gor'kij e il cacciatorpediniere Gnevnyj incapparono in un campo minato tedesco: lo Gnevnyj affondò mentre il Gor'kij ebbe la prua asportata, riuscendo però a riparare prima a Tallinn e poi a Kronštadt.

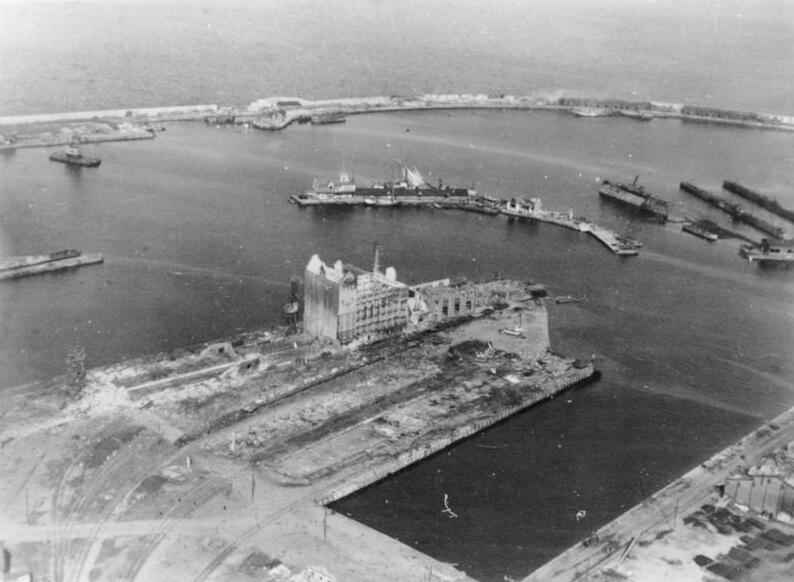
Il porto di Tallinn ripreso il 1º settembre 1941

L'avanzata del gruppo d'armate Nord di Leeb travolse rapidamente la resistenza delle truppe sovietiche nelle ex repubbliche baltiche; già il 28 giugno la base di Liepaja venne occupata da forze tedesche, che il 1º luglio conquistarono anche Riga. L'avanzata tedesca si spinse con decisione attraverso l'Estonia, e l'8 agosto i primi reparti della 18. Armee raggiunsero la costa del golfo di Finlandia a Kunda, isolando Tallinn dal resto dell'Unione Sovietica; il 31 luglio precedente era iniziata l'offensiva finlandese sull'istmo di Carelia, culminata il 27 agosto con la riconquista di Viipuri ed il ripiegamento delle forze sovietiche dietro il vecchio confine del 1939. Questi insuccessi convinsero ben presto Tribuc della necessità di evacuare la grande base sovietica di Tallinn: circa 200 vascelli militari o civili di ogni tipo vennero ammassati nel porto in vista dell'evacuazione, ma l'alto comando sovietico vietò a Tribuc di dare inizio all'operazione prima che i tedeschi avessero messo piede nella città. Le tre divisioni del XXXXII corpo d'armata tedesco iniziarono il loro attacco alla città alle 3:00 del 20 agosto, scontrandosi con una dura resistenza dei difensori sovietici; il 27 agosto, con le avanguardie tedesche ormai penetrate nei sobborghi della città e dopo aver ricevuto il permesso da Mosca, Tribuc ordinò l'inizio dell'evacuazione per quella sera stessa. Con la Luftwaffe e l'artiglieria tedesca che martellavano la zona del porto, le operazioni di imbarco si svolsero con molta confusione e scarsa disciplina; vennero imbarcati circa 40 000 uomini tra militari della guarnigione e della base navale e civili sovietici o estoni, oltre che ad un considerevole quantitativo di materiali bellici.

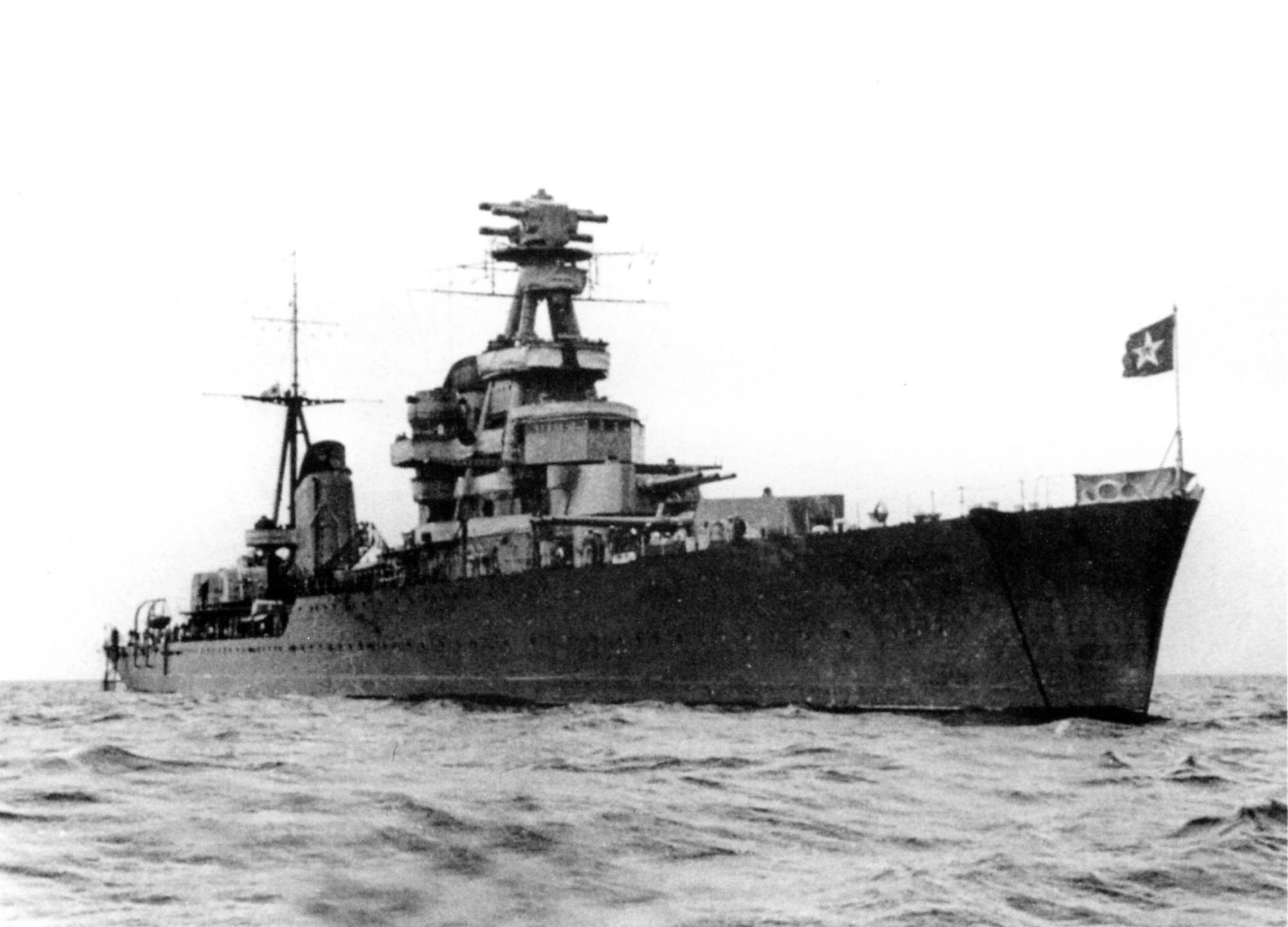
L'incrociatore sovietico Kirov, ammiraglia di Tribuc durante l'evacuazione di Tallinn

Il piano prevedeva che il primo dei quattro gruppi navali in cui era diviso il convoglio salpasse alla volta di Leningrado alle 22:00 del 27 agosto, ma un forte vento da nord-est costrinse a rimandare le operazioni di almeno 12 ore, visto che le unità più leggere non riuscivano a tenere il mare. Il primo gruppo di navi riuscì a salpare solo alle 12:18 del 28 agosto, seguito dagli altri due gruppi da trasporto rispettivamente alle 13:25 ed alle 13:50; l'ultimo a salpare fu il gruppo delle unità principali della Flotta del Baltico, guidato dall'incrociatore Kirov con a bordo lo stesso Tribuc, che lasciò Tallinn alle 14:52. Il convoglio sovietico si estendeva per 15 miglia lungo il golfo di Finlandia, molto vulnerabile agli attacchi della Luftwaffe che ormai aveva acquisito una completa superiorità aerea; l'artiglieria tedesca piazzata sulla penisola di Juminda impedì al convoglio di percorrere la rotta costiera già dragata e lo costrinse a inoltrarsi nel centro del golfo di Finlandia, pesantemente minato dai tedeschi e dai finlandesi nei mesi precedenti. Agli attacchi aerei e alle mine si aggiunsero, intorno alle 18:00, le incursioni di due gruppi di motosiluranti (uno tedesco e uno finlandese): anche se questi attacchi vennero respinti dal fuoco delle navi di scorta, riuscirono tuttavia a aumentare la confusione in seno al convoglio, ormai fortemente disgregato, e un gran numero di unità finirono con l'urtare gli sbarramenti di mine nell'oscurità crescente. Sotto il costante martellamento della Luftwaffe, il corpo centrale del convoglio riuscì a raggiungere Kronstad tra il 29 e il 30 agosto seguenti; l'evacuazione si era trasformata in un disastro: furono affondate 65 navi di vario tipo, tra cui i cacciatorpediniere Artiom, Kalinin, Jakov Sverdlov, Skoroy e Volodarsky, i sommergibili S-5 e Shch-301, e 19 delle 20 navi trasporto-truppe impiegate, con la perdita di 14 000 degli uomini imbarcati.

#### Hanko e le isole estoni

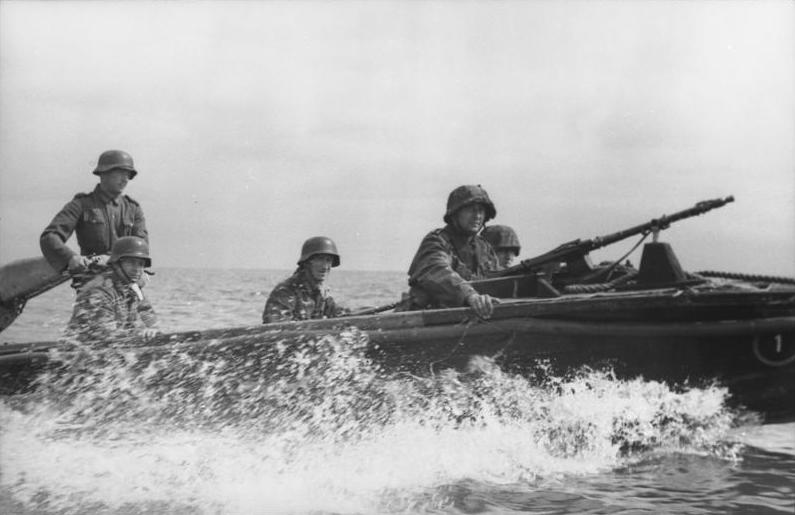
Soldati tedeschi a bordo di una barca d'assalto del tipo di quelle impiegate per l'operazione Beowulf

L'occupazione di Tallinn ed il ripiegamento a Kronstad dei resti della Flotta del Baltico consentirono ai tedeschi di puntare l'attenzione sull'occupazione delle isole estoni di Hiiumaa e Saaremaa, poste sulla costa occidentale del paese; il possesso delle isole consentiva ai sovietici non solo di presidiare gli accessi al golfo di Riga, ma anche di disporre di basi aeree con cui raggiungere la stessa Germania: tra il 7 agosto ed il 4 settembre, bombardieri sovietici decollati da Saaremaa raggiunsero diverse città tedesche, tra cui la stessa capitale Berlino. La difficoltà per la Kriegsmarine di reperire sufficienti mezzi anfibi fece slittare l'operazione alla metà del settembre 1941; la 61. Infanterie-Division tedesca venne incaricata di condurre l'assalto, denominato operazione Beowulf. La notte del 13 settembre, un gruppo navale tedesco e uno finlandese si posizionarono rispettivamente a sud e nord di Saaremaa per distrarre i difensori sovietici dal vero assalto anfibio, che doveva partire dalla terraferma estone ad est; durante questa operazione, la Merivoimat subì il suo più pesante disastro in mare quando la corazzata costiera Ilmarinen urtò due mine sovietiche al largo di Saaremaa: la nave si capovolse ed affondò in soli sette minuti, con la perdita di 271 membri dell'equipaggio.

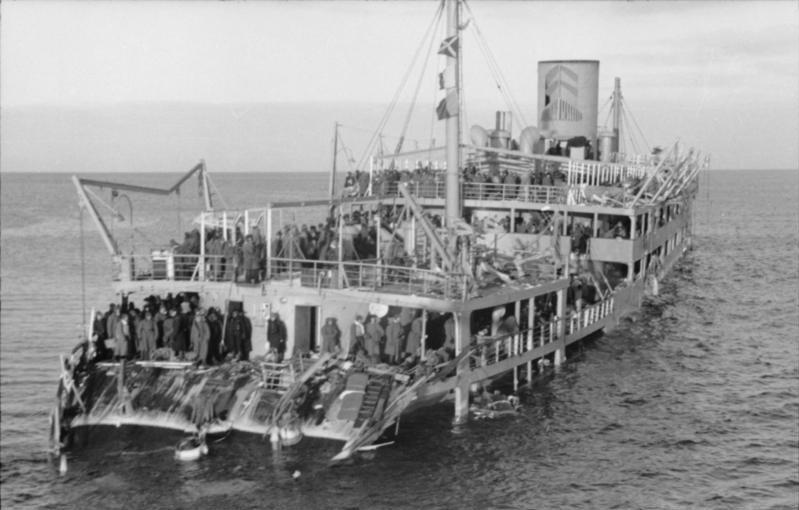
La nave passeggeri Josif Stalin, in procinto di affondare dopo aver urtato una mina al largo di Hanko

Nonostante questo insuccesso iniziale, l'operazione continuò ed alle 4:00 del 14 settembre, preceduti da un contingente di Brandenburg atterrati con alianti direttamente sulle postazioni di artiglieria costiera sovietiche, i reparti avanzati della 61. Infanterie-Division presero terra sull'isola di Muhu, collegata a Saaremaa da una strada rialzata; sebbene le condizioni del mare ostacolassero lo sbarco dei primi reparti, l'assalto fu un successo ed i tedeschi furono in grado di stabilire una solida testa di ponte. A partire dal 16 settembre i reparti tedeschi attraversarono la strada rialzata e ributtarono indietro i difensori sovietici, che pure opposero una resistenza ostinata; Kuressaare, la città principale dell'isola, cadde il 21 settembre, ed il 5 ottobre i restanti reparti sovietici asserragliati nella penisola di Sorbe vennero costretti alla resa.

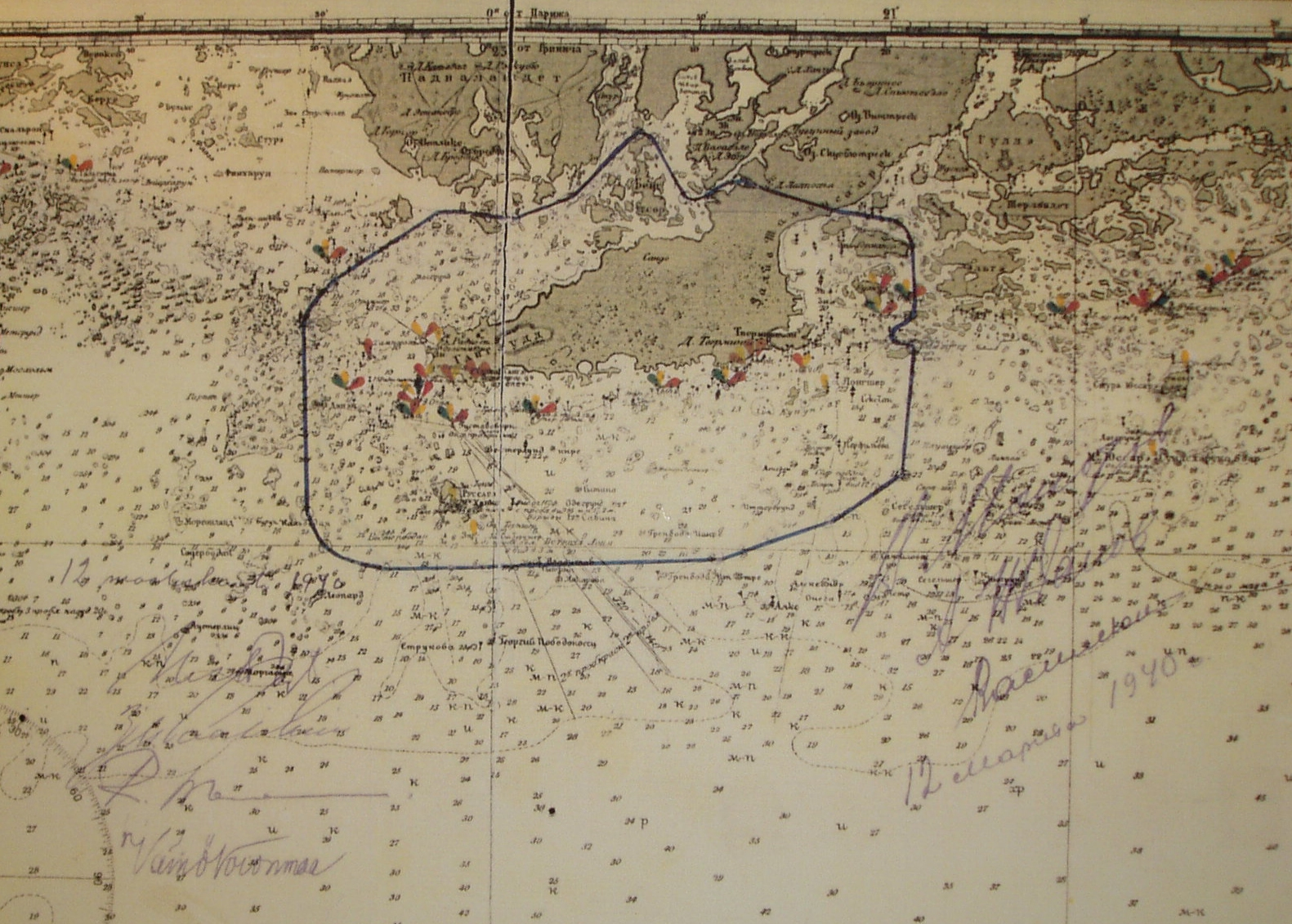
La penisola di Hanko; la linea nera contorna la zona controllata dai sovietici all'inizio della guerra

Una volta occupata Saaremaa, Hiiumaa divenne l'obiettivo dei tedeschi; appoggiati dal fuoco dell'incrociatore Köln, i primi reparti della 61. Infanterie-Division sbarcarono sul lato est dell'isola provenendo da Saaremaa il 12 ottobre, cogliendo ancora una volta di sorpresa i sovietici; massicciamente appoggiato dalla Luftwaffe, il contingente tedesco ebbe infine ragione dei difensori il 22 ottobre seguente dopo una dura lotta. Al prezzo di poche perdite, i tedeschi catturarono le due grandi isole oltre a 15 000 prigionieri e 200 cannoni sovietici, assicurandosi così il controllo definitivo del golfo di Riga.
La caduta di Tallinn e la perdita delle isole estoni rendeva ora inutile il mantenimento della guarnigione sovietica ad Hanko. La penisola era sotto assedio da parte dei finlandesi fin dallo scoppio della guerra, ma a parte poche scaramucce sugli isolotti limitrofi non vi erano stati grossi scontri tra la guarnigione ed i reparti assedianti; ciò nonostante la situazione dei rifornimenti era critica, e l'avvicinamento dei reparti tedeschi a Leningrado rendeva impellente riunire tutte le forze disponibili su quel settore. L'evacuazione iniziò a scaglioni a partire dal 24 ottobre, con l'ultimo convoglio che si allontanò dalla penisola il 3 dicembre seguente, sotto il fuoco dei reparti finlandesi; attacchi da parte dei sommergibili finlandesi vennero respinti, ma ancora una volta le unità sovietiche subirono gravi perdite a causa degli sbarramenti di mine navali: i cacciatorpediniere Smetlivyj, Surovyj e Gordyj, i sommergibili L 2 e M 98 e le due grandi navi passeggeri Iosif Stalin e Andrej Ždanov andarono perdute, oltre ad un gran numero di unità minori. Circa 5 000 uomini andarono perduti nell'operazione, mentre altri 23 000 vennero evacuati con successo a Leningrado.

#### Leningrado sotto assedio

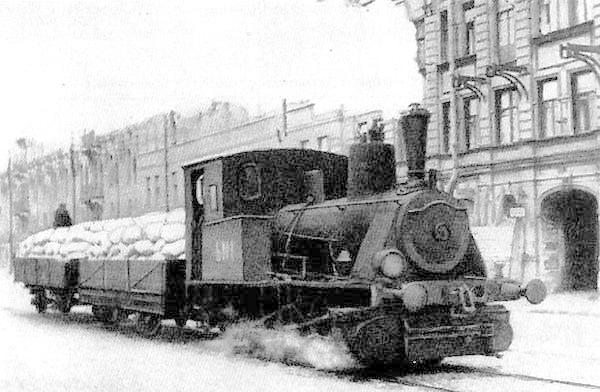
Il treno utilizzato per rifornire Leningrado attraverso la "striscia" sul lago Ladoga, durante l'assedio

Dopo l'evacuazione di Tallinn praticamente l'intera Flotta del Baltico si rifugiò nell'unica base operativa rimastale, il porto di Leningrado e la fortezza di Kronštadt; Leningrado stessa si trovava ormai sotto assedio da parte del gruppo di armate Nord tedesco: l'8 settembre 1941, con l'occupazione di Šlissel'burg, vennero interrotti tutti i collegamenti terrestri tra la città ed il resto dell'Unione Sovietica, anche se una via di rifornimento rimase aperta attraverso le acque del lago Ladoga. Vista la minaccia alla sua ultima base operativa, l'alto comando tedesco era convinto che a Tribuc non rimanesse altra scelta che autoaffondare la flotta o tentare una sortita dal golfo di Finlandia; per prevenire quest'ultima mossa, la nuovissima corazzata Tirpitz fu dispiegata ai primi di settembre nelle acque del Baltico, anche se poi alla fine del mese venne ritirata quando ci si rese conto che Tribuc non aveva intenzione di lasciare Leningrado. Dopo aver quasi raggiunto i sobborghi della città, il 25 settembre l'avanzata tedesca venne bloccata, e le truppe di Leeb si posero sulla difensiva; una direttiva del Führer stabilì poi che la città non dovesse essere presa d'assalto, ma affamata fino alla capitolazione.

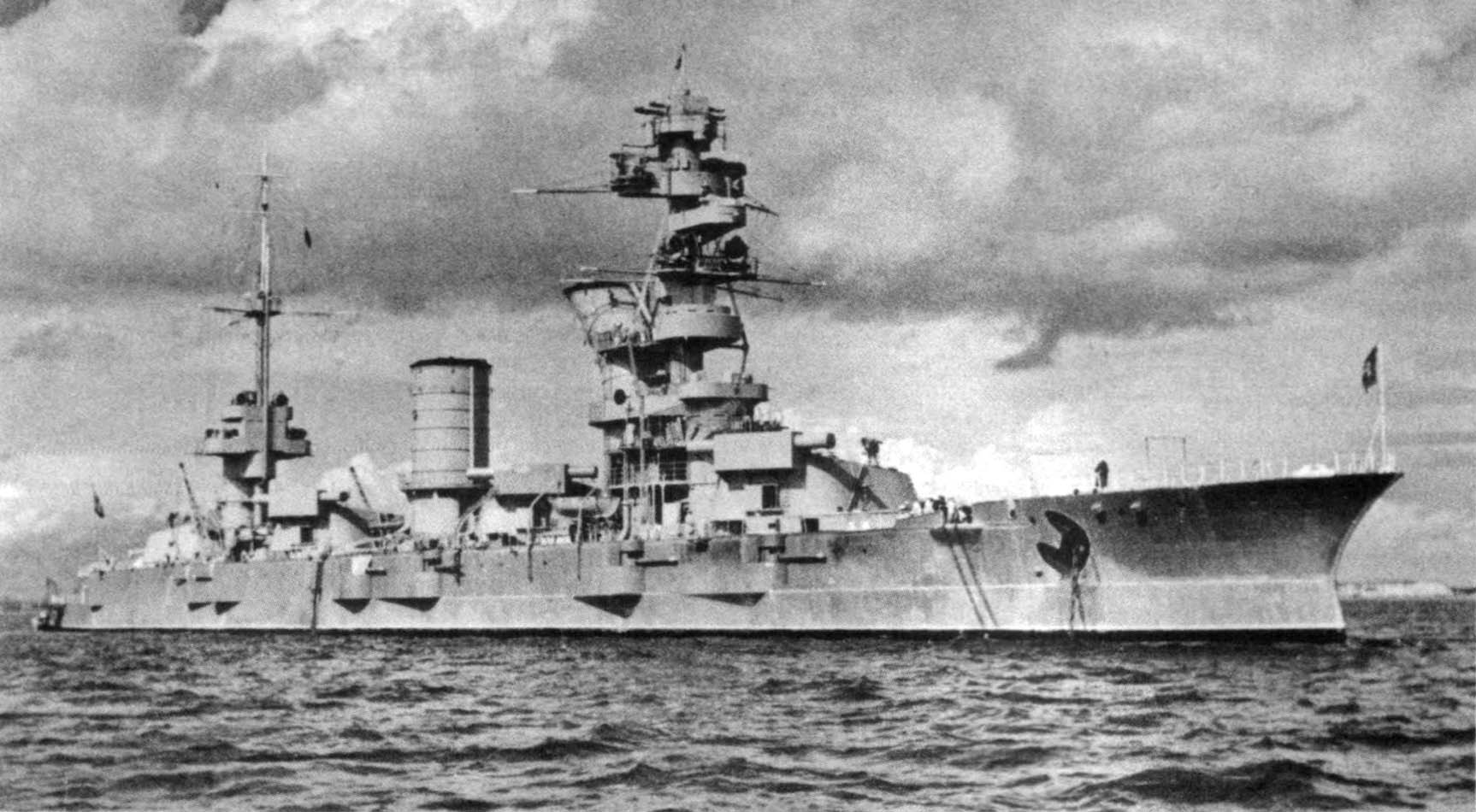
La corazzata sovietica Marat

Il compito di neutralizzare i resti della Flotta del Baltico venne lasciato alla Luftwaffe. Gli Junkers Ju 87 dell'VIII Fliegerkorps lanciarono varie incursioni mirate sulle navi sovietiche ancorate a Kronštadt a partire dalla metà del settembre 1941: il 21 settembre la corazzata Oktjabr'skaja Revoljucija fu colpita da tre bombe e gravemente danneggiata, anche se riuscì a rimanere a galla, mentre il 23 settembre l'asso degli Stuka Hans-Ulrich Rudel riuscì a piazzare una bomba da 1000 kg sulla Marat, che affondò in acque basse. Sebbene questi attacchi ed altri simili condotti durante l'assedio provocarono gravi danni, non impedirono alle unità della Flotta di partecipare alla battaglia per Leningrado: le batterie costiere ed i grossi calibri delle unità navali ancorate nel porto contribuirono a battere le posizioni e le vie di collegamento dei tedeschi, organizzando anche un efficace fuoco di controbatteria contro l'artiglieria degli assedianti. La Flotta era inoltre responsabile della sorveglianza delle zone costiere ancora in mano sovietica, dei collegamenti con le truppe rimaste accerchiate nella sacca di Oranienbaum, e soprattutto della difesa della via di rifornimento attraverso il Ladoga tramite un'apposita flottiglia di unità leggere.
Alle operazioni sul lago Ladoga vi fu anche un contributo italiano. All'inizio del 1942 vennero trasferiti in Finlandia i quattro MAS della 12ª Squadriglia, comandata dal capitano di corvetta Bianchini. L'unità, forte di 17 ufficiali, 19 sottufficiali e 63 tra sottocapi e comuni, iniziò ad operare dal 25 luglio 1942. I mezzi operarono per 90 giorni durante la guerra di continuazione con personale italiano e furono infine ceduti ai finlandesi tra il 5 e il 26 giugno 1943. Erano quattro mezzi della classe 500 - seconda serie (unità molto veloci da 46 nodi), precisamente il 526, 527, 528 e 529; ognuno di essi aveva dieci uomini di equipaggio. L'unità era a sua volta parte del Distaccamento navale internazionale K (Laivasto-osasto K- LOs.K.), formato il 17 maggio 1942 da tedeschi, italiani e finlandesi, che tentò senza successo di interrompere il flusso dei rifornimenti sovietici attraverso il lago Ladoga in direzione della città di Leningrado assediata fin dal settembre 1941, nonostante alcuni successi locali.

#### La campagna sottomarina del 1942

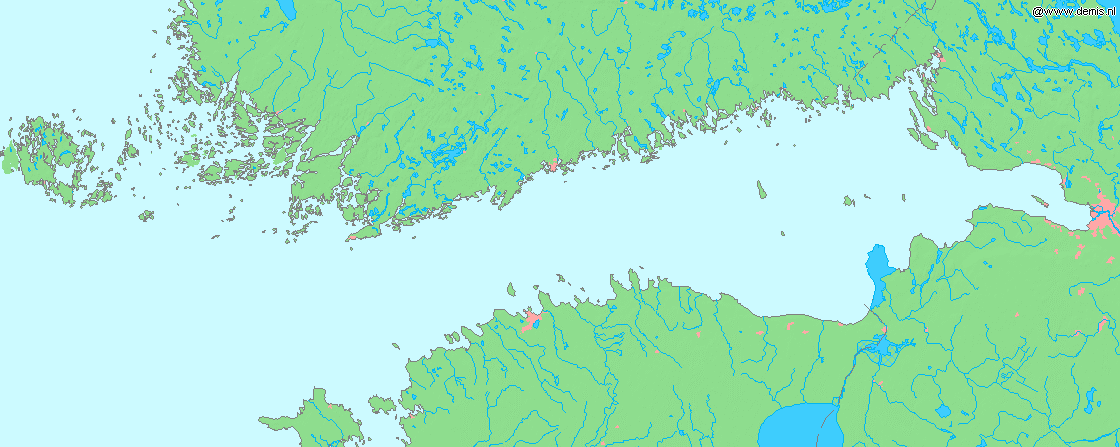
Il golfo di Finlandia, teatro della maggior parte degli scontri tra il 1942 e il 1944

Le forze dell'Asse dedicarono i primi mesi del 1942 a rafforzare l'accerchiamento di Leningrado. Il 26 marzo un grosso contingente finlandese assalì l'isola di Suursaari dopo una marcia sul mare ghiacciato e, supportato massicciamente dalla propria aviazione, ne allontanò la guarnigione sovietica; il 1º aprile seguente invece un contingente misto tedesco-finlandese occupò il piccolo isolotto di Tytärsaari, stabilendovi una postazione di artiglieria e respingendo un contrattacco sovietico lanciato il giorno dopo. Un progettato attacco contro Lavansaari venne invece cancellato per mancanza di truppe sufficienti e l'isola, insieme alle vicine Peninsaari e Seiskari, rimase in mani sovietiche per tutta la durata della guerra.

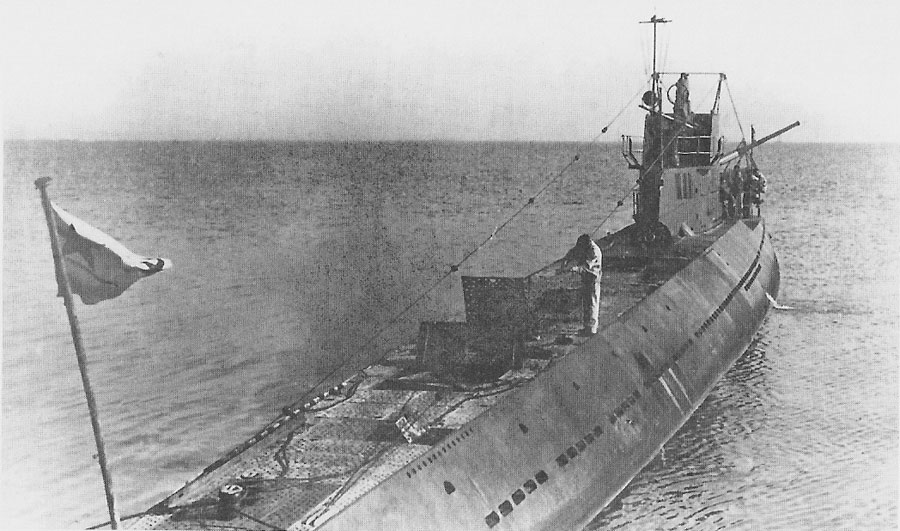
Il sommergibile sovietico S-7, autore di quattro affondamenti durante la campagna del 1942

Il 4 aprile la Luftwaffe lanciò l'operazione Eisstoß, una nuova serie di raid contro le unità della Flotta del Baltico ancorate a Kronštadt: gli incrociatori Kirov e Maksim Gor'kij furono gravemente danneggiati e altre unità minori affondate, ma le pesanti perdite subite a causa della contraerea convinsero i tedeschi a sospendere i raid entro la fine del mese. Con le sue maggiori unità di superficie messe fuori combattimento o comunque impossibilitate a lasciare Kronštadt, la Flotta del Baltico decise di lanciare una massiccia campagna sottomarina contro il traffico mercantile nemico, anche se della vasta forza di sommergibili con cui la Flotta aveva iniziato la guerra rimanevano solo trenta battelli pienamente operativi; riorganizzati in quattro gruppi distinti, vennero tutti inviati a scaglioni nel golfo di Finlandia a partire dalla fine di maggio fino alla metà di novembre, quando il congelamento del mare rese impossibili ulteriori operazioni. Le unità sovietiche concentrarono i loro attacchi sulle aree maggiormente trafficate, come la zona a sud delle Åland o la rotta Helsinki-Tallinn, ma sul piano materiale i risultati ottenuti furono modesti: in sei mesi di operazioni, a fronte di circa 6 000 mercantili transitati nel Baltico le unità sovietiche affondarono 18 navi (7 finlandesi, 5 tedesche, 5 svedesi ed una olandese) per complessive 37 789 t di stazza, mentre altre 10 furono danneggiate; le unità che riuscirono ad ottenere il maggior numero di successi furono i sommergibili S-7 (che affondò quattro mercantili per complessive 9 165 t tra il 9 luglio e il 5 agosto, prima di essere affondato dal sommergibile finlandese Vesihiisi il 21 ottobre durante il suo secondo pattugliamento) e Shch-317 (che affondò tre mercantili per complessive 5 904 t tra il 16 giugno e l'8 luglio, prima di essere affondato da unità di scorta finlandesi il 14 luglio). Le perdite patite dai sovietici furono pesanti, con ben 12 unità affondate e altre sei pesantemente danneggiate.

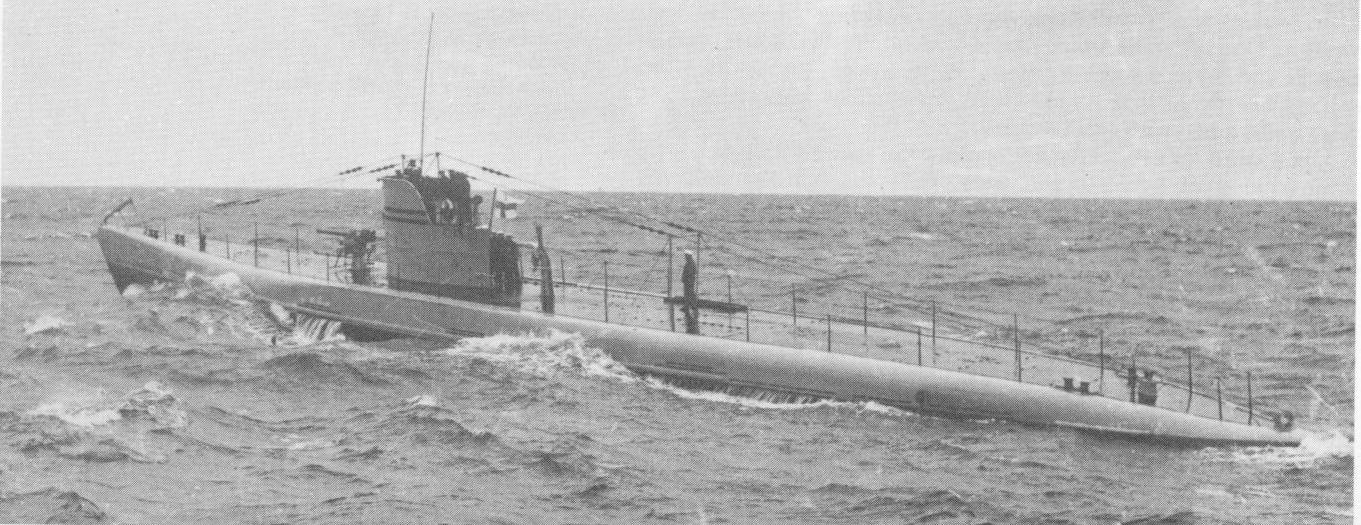
Il sommergibile finlandese Vesihiisi

A dispetto dei pochi danni materiali inflitti, la campagna sottomarina sovietica provocò un certo panico nella zona del Baltico: l'inattività dei mezzi sovietici nei mesi precedenti aveva convinto della sicurezza delle rotte commerciali, e di conseguenza non era stato allestito alcun sistema di convogli navali scortati; in aggiunta, ben 23 dei 30 sommergibili sovietici salpati da Kronštadt furono capaci di attraversare incolumi gli sbarramenti di mine precedentemente creati davanti alla base. A ogni modo, le forze dell'Asse corsero subito ai ripari: dopo i primi attacchi, tre sommergibili finlandesi furono dislocati nella zona delle Åland per dare la caccia ai battelli sovietici, riuscendo ad affondare un'unità a testa (oltre all'S-7 silurato dal Vesihiisi, il 27 ottobre lo Iku-Turso silurò lo Shch-320, e il 5 novembre il Vetehinen speronò lo Shch-305); più importante ancora, le unità posamine dell'Asse iniziarono a stendere diversi nuovi campi minati, soprattutto nella zona intorno alle isole di Suursaari, Someri e Tytärsaari (dove erano collocate postazioni di vedetta per segnalare il passaggio di sommergibili nemici) e nel punto più stretto del golfo di Finlandia, tra la penisola di Porkkala in territorio finlandese e l'isola di Naissaar in Estonia. I campi minati erano frequentemente pattugliati dalle unità leggere tedesco-finlandesi per impedire operazioni di dragaggio.

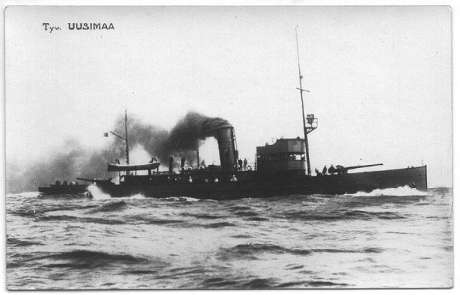
La cannoniera finlandese Uusimaa, duramente impiegata nello scontro dell'isola di Someri

Alla mezzanotte dell'8 luglio una flottiglia di motosiluranti e pattugliatori sovietici sbarcò 250 uomini di un reggimento di marina sulla piccola isola di Someri, occupata da una guarnigione di 100 finlandesi; nel corso di un duro combattimento la guarnigione riuscì a contenere lo sbarco nella porzione orientale dell'isola, mentre intorno alle 3:00 una formazione di cannoniere, dragamine e motosiluranti finlandesi e tedesche arrivò per portare aiuto, ingaggiando un confuso combattimento con le unità sovietiche. Dopo aver ricevuto rinforzi, la guarnigione tentò un contrattacco intorno alle 13:00, riprendendo alcune posizioni prima che la notte ponesse fine ai combattimenti. Lo scontro riprese alle 3:45 del 9 luglio, quando altre unità sovietiche cercarono di sbarcare truppe sull'isola; dopo altri pesanti scontri, le ultime forze sovietiche vennero costrette alla resa intorno alle 12:45. I sovietici riportarono la perdita di tutto il contingente sbarcato e di almeno 7 unità leggere affondate, mentre i finlandesi ebbero 23 morti, due cannoniere e due dragamine danneggiati.
Il 18 novembre, in una delle ultime azioni prima che il gelo ponesse fine alle operazioni, tre motosiluranti finlandesi penetrarono nel porto dell'isola di Lavansaari e silurarono la vecchia cannoniera sovietica Krasnoje Znamja, che tuttavia fu recuperata e riparata l'anno successivo.

#### Operazioni nel 1943
Sui fronti terrestri il 1943 si aprì in maniera disastrosa per le forze dell'Asse: il 18 gennaio, al termine di una sanguinosa offensiva, le truppe sovietiche riuscirono a sfondare il fronte tedesco davanti Leningrado, stabilendo un corridoio terrestre con cui rifornire la città; anche se l'assedio andò avanti, ciò permise di migliorare la situazione interna della città. Più importante ancora, il 2 febbraio seguente la battaglia di Stalingrado si concluse con una catastrofe completa per i reparti dell'Asse: l'avanzata tedesca nell'Unione Sovietica meridionale fu definitivamente respinta e una serie di offensive permise ai sovietici di riguadagnare parte del terreno perduto.

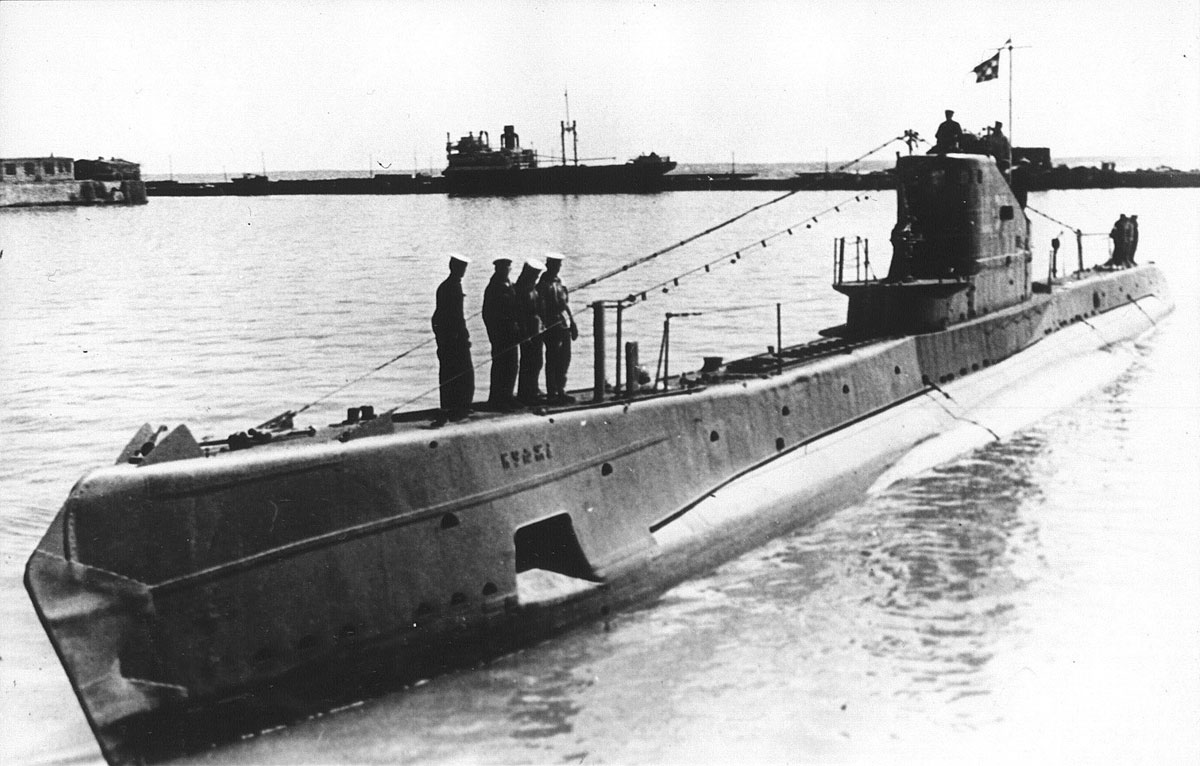
Un sommergibile sovietico della classe Schuka

Sul fronte della guerra navale l'anno si caratterizzò per una netta "guerra di posizione" tra i due contendenti. L'inverno mite rese possibili le operazioni in mare già sul finire di marzo, e le unità dell'Asse si diedero particolarmente da fare per rinforzare ed estendere i campi minati e le difese anti-sommergibile del golfo di Finlandia: in particolare, tra Porkkala e Naissaar fu eretto lo sbarramento Walrus, una serie di due reti antisommergibili in filo d'acciaio lunghe 30 miglia e profonde tra i 60 ed i 90 metri, precedute da uno sbarramento di mine di quasi 8 400 ordigni. Questo sbarramento si dimostrò particolarmente efficace: a partire dalla fine di maggio, la Flotta del Baltico tentò di ripetere la campagna sottomarina dell'anno precedente con gli ultimi 16 battelli ancora operativi, ma delle sei unità inviate a forzare gli sbarramenti cinque vennero affondate (due a causa di mine e tre per mano di unità di pattuglia nei pressi degli sbarramenti), e la sesta rientrò alla base senza essere riuscita a passare la rete Walrus; i sovietici sospesero quindi tutte le operazioni sottomarine già a partire dai primi di agosto.
Durante l'inverno la marina finlandese aveva ricevuto nuove unità siluranti dall'Italia, subito intensamente impiegate contro i convogli che rifornivano la guarnigione sovietica su Lavansaari: nella notte tra il 19 e il 20 agosto due motosiluranti attaccarono un convoglio di tre chiatte affondandone una, mentre la notte successiva altre due motosiluranti affondarono una chiatta ed una nave da trasporto nella medesima zona. Nella notte del 7 settembre tre motosiluranti finlandesi ingaggiarono uno scontro con un convoglio sovietico ben scortato, riuscendo ad affondare una chiatta da 2 000 t e un'altra imbarcazione più piccola.
Il completo fallimento della campagna sottomarina spinse i sovietici a dedicare maggiori attenzioni al contrasto delle unità posamine dell'Asse; con una serie di attacchi combinati di motosiluranti e forze aeree, i sovietici riuscirono ad allontanare i posamine tedeschi e finlandesi dalla baia di Narva e dalla zona tra Tytärsaari e Suursaari entro la fine di settembre: ciò consentì ai dragamine della Flotta di aprire dei varchi nei campi minati posti nella porzione orientale del golfo di Finlandia, ma anche per l'avvicinarsi dell'inverno non vennero tentate nuove sortite in mare.

#### La Finlandia esce dal conflitto
Per la fine del 1943 la guerra sul fronte orientale volgeva ormai a favore dei sovietici: fallito l'ultimo grande assalto tedesco a Kursk, i sovietici avevano lanciato una serie di offensive per riconquistare l'Ucraina e la Bielorussia, ricacciando le forze dell'Asse sempre più ad ovest. Per i primi mesi del 1944 lo Stavka concentrò la sua attenzione sul settore di Leningrado: iniziata il 14 gennaio, l'offensiva Leningrado-Novgorod ruppe definitivamente l'assedio alla città (ufficialmente concluso il 27 gennaio) e ricacciò i tedeschi fino al vecchio confine con l'Estonia. In considerazione di tali sconfitte, il governo finlandese, sottoposto a pesanti pressioni diplomatiche da parte degli Stati Uniti d'America, iniziò a intavolare trattative con i sovietici ai primi di febbraio con lo scopo di uscire dal conflitto; anche come mezzo di pressione per agevolare tali trattative, l'aviazione sovietica lanciò un'intensa campagna di bombardamenti strategici sulla Finlandia meridionale, colpendo ripetutamente Helsinki, Kotka e Turku, ma ottenendo risultati modesti a causa delle efficienti difese contraeree. I contatti diplomatici tra Finlandia e Unione Sovietica non riuscirono a pervenire ad un accordo, e vennero pertanto interrotti ai primi di aprile; ciò nonostante, Hitler ordinò di interrompere gli invii di armi ed equipaggiamenti ai finlandesi, e l'alto comando tedesco iniziò a stilare piani in vista di un possibile voltafaccia della Finlandia. Il 10 giugno i sovietici lanciarono quindi l'offensiva Vyborg-Petrozavodsk, un attacco di massa lungo tutto il fronte meridionale finlandese con il preciso obiettivo di costringere Helsinki ad uscire dal conflitto.
Sebbene la Flotta del Baltico potesse ora schierare una corazzata, due incrociatori, 11 cacciatorpediniere e 10 sommergibili efficienti, le unità pesanti vennero impiegate di rado nel corso della grande offensiva contro i finlandesi, preferendo i sovietici dispiegare piccoli gruppi di unità leggere; come l'anno precedente, grossi sforzi erano stati compiuti nei primi mesi dell'anno dalle motosiluranti e dall'aviazione sovietica per allontanare le unità posamine dell'Asse dalla porzione orientale del golfo di Finlandia, riuscendo così ad impedire che i varchi aperti nei campi minati venissero riparati. Le unità della Flotta del Baltico fornirono fuoco d'artiglieria in appoggio ai reparti dell'Armata Rossa impiegati nell'istmo careliano fin dall'inizio dell'offensiva su Viipuri, fuoco a cui contribuirono anche le batterie fisse dislocate a Kronštadt; la pressione dei reparti sovietici costrinse i finlandesi a ripiegare sulla seconda linea di difesa già il 12 giugno, linea che poi venne sfondata il 14 giugno seguente. Le unità dell'Asse ripiegarono verso la Finlandia meridionale abbandonando le ultime postazioni sull'istmo; la ritirata costrinse all'evacuazione anche la guarnigione dell'isola di Koivisto: durante l'operazione, ripetute incursioni aeree sovietiche portarono all'affondamento di un pattugliatore e una motosilurante finlandesi, e di una torpediniera e una motozattera tedesche.

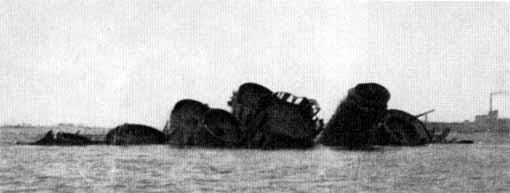
L'incrociatore contraereo tedesco Niobe affonda nel porto di Kotka

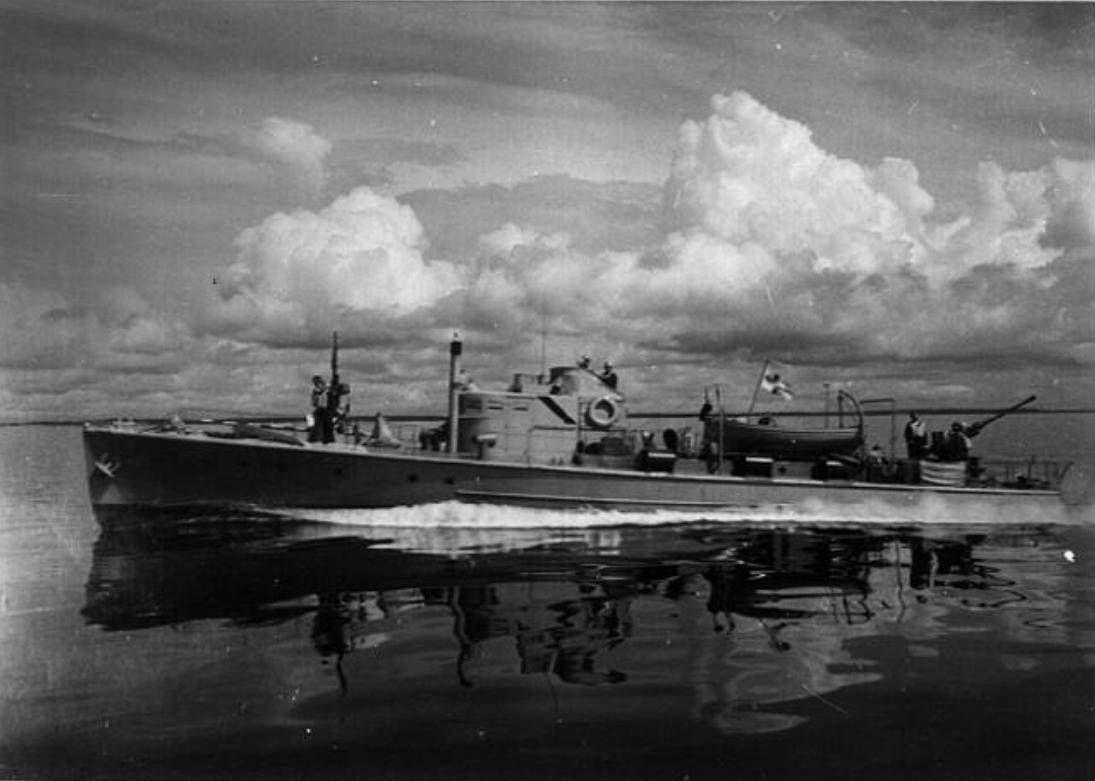
Un pattugliatore finlandese della classe VMV

La perdita di Koivisto consentì ai sovietici di lanciare un'operazione anfibia attraverso la baia di Viipuri, la cui costa settentrionale non era pesantemente difesa: tra il 1º e il 5 luglio tre diversi assalti sovietici investirono la piccola isola di Teikari, obbligando infine la guarnigione finlandese a ripiegare sulla terraferma; tentativi sovietici di sbarcare sulla costa settentrionale della baia vennero però ripetutamente respinti dalle forze dell'Asse. Unità leggere tedesche e finlandesi vennero intensamente impiegate in diversi scontri attorno all'isola con le corrispettive unità sovietiche, e, anche se nessuna nave venne affondata, diverse unità della Merivoimat furono costrette a ritirarsi dopo essere state danneggiate. L'aviazione sovietica dedicò molti sforzi a rintracciare ed attaccare le principali unità navali dell'Asse presenti in zona, ed in particolare la corazzata finlandese Väinämöinen, ma l'unico successo ottenuto fu l'affondamento dell'incrociatore contraereo tedesco Niobe il 16 luglio nel porto di Kotka.
L'offensiva sovietica portò alla riconquista di tutti i territori persi nel 1941, anche se non riuscì a penetrare in profondità nella Finlandia meridionale. A ogni modo, la sconfitta patita in Carelia portò a un cambio dei vertici del governo di Helsinki: il 4 agosto il generale Carl Gustaf Emil Mannerheim, già comandante delle forze finlandesi, fu nominato presidente della repubblica, e avviò immediatamente contatti diplomatici con i sovietici; il 4 settembre venne raggiunto un primo accordo per un cessate il fuoco tra le due nazioni, sfociato poi nell'armistizio di Mosca il 19 settembre seguente. L'accordo del 4 settembre lasciava ai tedeschi dieci giorni di tempo per evacuare tutte le loro truppe dal territorio finlandese: le unità nella Finlandia meridionale furono rapidamente evacuate via mare (operazione Birke), ma quelle dislocate in Lapponia erano semplicemente troppo numerose per poter ripiegare celermente in Norvegia; prevedendo un'imminente ripresa dei combattimenti, il comando tedesco tentò di assicurarsi l'importante base di Suursaari (operazione Tanne Ost), al fine di mantenere gli sbarramenti di mine che chiudevano il golfo di Finlandia. Alla mezzanotte del 15 settembre, poco prima dello scadere dell'ultimatum, unità tedesche salpate da Tallinn arrivarono nel porto dell'isola: il comandante tedesco cercò di convincere l'omologo finlandese a cedere Suursaari pacificamente, ma davanti al rifiuto di questi le truppe della Wehrmacht assalirono la guarnigione, dando inizio a un combattimento serrato. All'alba il contingente tedesco si era assicurato una testa di ponte sulla costa orientale dell'isola, ma incursioni aeree sovietiche impedirono l'arrivo di ulteriori rinforzi da Tallinn; la guarnigione finlandese iniziò una serie di contrattacchi verso le 12:00, riconquistando diverse posizioni e obbligando infine i tedeschi ad arrendersi intorno alle 18:45. Il contingente tedesco venne completamente annientato, con circa 800 militari presi prigionieri dai finlandesi.

#### Occupazione sovietica dei Paesi Baltici

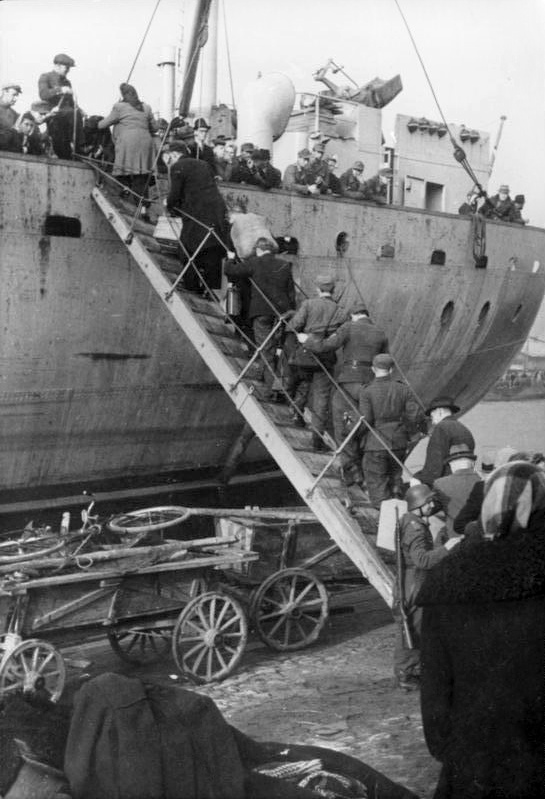
Civili e militari tedeschi evacuano la città di Ventspils, nella sacca di Curlandia

Il 22 giugno le forze sovietiche lanciarono l'operazione Bagration, una massiccia offensiva contro le posizioni del gruppo d'armate Centro tedesco: nel giro di un mese le posizioni della Wehrmacht crollarono, consentendo all'Armata Rossa di riconquistare la Bielorussia e parte della Lituania, oltre che a raggiungere la linea del fiume Vistola in Polonia. Le truppe sovietiche arrivarono vicine a tranciare il collegamento tra il gruppo d'armate Nord e il resto delle forze tedesche, anche se una serie di contrattacchi (operazione Doppelkopf) consentì di mantenere un'esile linea di comunicazione terrestre nei dintorni di Riga. La situazione delle truppe tedesche dislocate in Estonia e Lettonia rimaneva comunque precaria, anche in considerazione della rottura della principale linea di difesa nei pressi di Narva il 19 settembre, al termine di una lunga battaglia.
Costretta alla resa la Finlandia, il 14 settembre l'Armata Rossa lanciò la cosiddetta offensiva del Baltico, un assalto di massa contro le posizioni del gruppo d'armate Nord nelle ex repubbliche baltiche; le truppe tedesche furono ben presto soverchiate dai sovietici, cedendo una posizione dopo l'altra: Tallinn cadde il 22 settembre, seguita da Riga il 15 ottobre seguente. Dopo la perdita della capitale estone, il grosso delle forze tedesche iniziò ad essere evacuato dal paese via mare: nonostante gli attacchi aerei sovietici, la marina tedesca fu in grado di evacuare con successo dai porti del paese circa 90 000 militari e 85 000 civili estoni (e prigionieri di guerra sovietici), trasportandoli a Danzica e Königsberg. Il 9 ottobre i reparti sovietici raggiunsero il mar Baltico a Memel, anche se la città non fu conquistata prima del 28 gennaio del 1945; in ogni caso i collegamenti terrestri tra i resti del Gruppo d'armate Nord e le restanti forze tedesche vennero tagliati questa volta in maniera definitiva, obbligando le forze della Wehrmacht a ripiegare nella penisola di Curlandia. L'alto comando tedesco pianificò diverse operazioni per evacuare i resti del Gruppo d'armate Nord dalla sacca di Curlandia, ma Hitler si oppose fermamente a ogni piano in tal senso, sempre convinto che questa posizione potesse fungere da testa di ponte per riconquistare le repubbliche baltiche.
Il 29 settembre truppe sovietiche lanciarono l'operazione Moonsund, la riconquista delle isole estoni; sebbene i comandanti dell'esercito tedesco si fossero detti disposti a evacuare le isole, Hitler si oppose a tale piano ordinando che esse venissero difese fino all'ultimo. Le truppe di Stalin presero terra a Muhu impiegando un gran numero di mezzi anfibi DUKW statunitensi, ma il grosso della guarnigione tedesca evacuò l'isola insieme alla vicina Hiiumaa, concentrando tutte le truppe disponibili sulla sola Saaremaa; l'isola fu invasa dai sovietici il 5 ottobre, ingaggiando un duro combattimento con la guarnigione tedesca: la città di Kurresaare cadde il 20 ottobre e le superstiti forze tedesche ripiegarono nella penisola di Sorbe, in una situazione del tutto simile a quella vissuta dai sovietici nel 1941. I resti della guarnigione furono in grado di respingere diversi attacchi sovietici alla penisola, fino a ottenere il permesso di evacuare il 23 novembre: sotto la protezione degli incrociatori Admiral Scheer e Prinz Eugen, la marina tedesca fu in grado di evacuare a Ventspils tutti i superstiti della guarnigione, all'incirca il 25% della forza iniziale.

#### L'evacuazione della Prussia Orientale

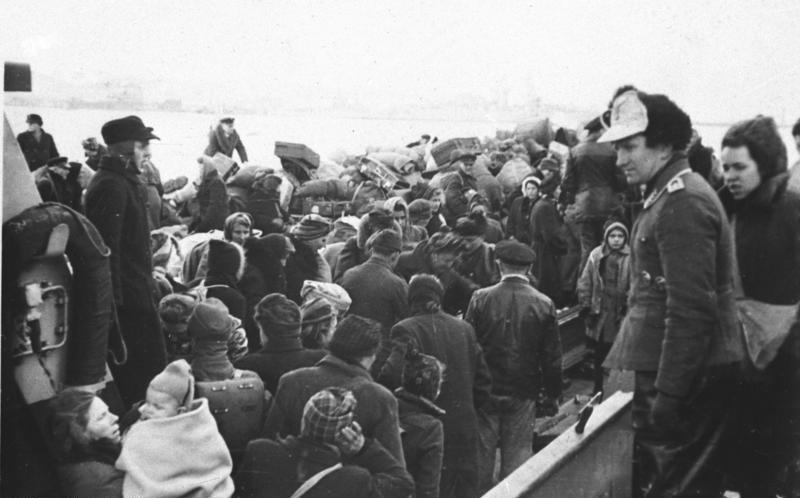
Civili tedeschi sono evacuati dal porto di Pillau

Il 13 gennaio 1945 l'Armata Rossa lanciò l'offensiva della Prussia orientale, puntando alla conquista dell'omonima regione tedesca; a dispetto della disperata resistenza dei reparti della Wehrmacht e delle alte perdite subite, le forze sovietiche dilagarono oltre il vecchio confine tra Germania e Polonia: Königsberg venne raggiunta il 24 gennaio e posta sotto un lungo assedio durato fino al 9 aprile, mentre Danzica fu espugnata il 28 marzo al termine di una sanguinosa battaglia. Un gran numero di truppe tedesche rimase tagliato fuori spalle al mare nella cosiddetta "sacca di Heiligenbeil" tra Königsberg e Danzica, mentre altri reparti furono circondati ed isolati nella penisola di Samland a nord-ovest di Königsberg.
L'avanzata dei reparti sovietici provocò un vero e proprio esodo delle popolazioni tedesche della regione; quando i collegamenti terrestri tra le zone invase e il resto della Germania vennero tagliati, l'unica via di fuga rimase quella del mare. Il 23 gennaio il comandante della Kriegsmarine, Großadmiral Karl Dönitz, diede avvio all'operazione Annibale: a tutte le unità navali disponibili, civili e militari, dalle corazzate ai transatlantici fino ai piccoli pescherecci, fu ordinato di recarsi nei porti del Baltico per evacuare il maggior numero possibile di civili dalle zone accerchiate dai sovietici; l'ammiraglio Oskar Kummetz (comandante delle forze nel Baltico) ed il contrammiraglio Konrad Engelhardt (comandante della flotta trasporti della Kriegsmarine) vennero messi a capo dell'operazione. Come località destinate all'evacuazione furono designati i porti di Pillau, Gotenhafen e Hel ma, poiché il primo non poteva ospitare navi di grosso tonnellaggio, un gran numero di civili attraversò a piedi la striscia di terreno della Frische Nehrung diretti ai secondi, sotto il fuoco dell'artiglieria e dell'aviazione sovietica.

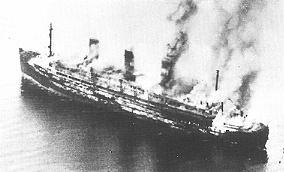
La Cap Arcona brucia dopo essere stata colpita dai Typhoon della RAF

La Flotta del Baltico cercò di ostacolare l'operazione Hannibal impiegando la sua ormai ridotta forza di sommergibili. La sera del 30 gennaio la grande nave passeggeri Wilhelm Gustloff lasciò il porto di Gotenhafen scortata dalla torpediniera Löwe: a dispetto di una normale capacità di 2 000 passeggeri, a bordo si erano stipate circa 6 600 persone tra equipaggio, personale della Kriegsmarine evacuato e profughi civili. Poche ore dopo la partenza la nave fu avvistata dal sommergibile sovietico S-13, che le lanciò contro quattro siluri: tre colpirono il bersaglio e la Wilhelm Gustloff affondò in meno di un'ora; nonostante il pronto intervento di diverse unità tedesche, solo 1 260 superstiti furono recuperati, con una perdita di vite stimata tra le 5 300 e le 9 400 persone. Lo stesso S-13 si rese protagonista di un altro affondamento il 10 febbraio seguente, quando silurò la nave ospedale Steuben da poco salpata da Pillau: perirono circa 3 800 persone tra militari feriti e profughi civili; il 17 aprile invece il sommergibile L-3 silurò la nave da trasporto Goya, la quale affondò con solo 334 sopravvissuti tra le circa 7 000 persone imbarcate tra equipaggio e profughi civili. Anche l'aviazione britannica fu molto attiva nel contrastare l'operazione, sia deponendo un gran numero di mine sulle principali rotte utilizzate dai tedeschi, sia conducendo incursioni dirette contro le navi. Il 3 maggio una squadriglia di cacciabombardieri Hawker Typhoon dotati di razzi incendiari attaccarono alcune navi tedesche ancorate nella baia di Lubecca: vennero colpite e incendiate la nave passeggeri Deutschland e le navi da trasporto Thielbek e Cap Arcona, quest'ultima carica di circa 4 600 prigionieri evacuati da campi di concentramento; tra questi si contarono solo 350 superstiti, mentre le vittime complessive dell'incursione ammontarono a circa 5 000 persone.
Già a partire dal giugno 1944, anche in conseguenza dello sbarco in Normandia degli Alleati occidentali, le superstiti unità di superficie della Kriegsmarine erano state ritirate nei porti del Baltico per sottrarle ai raid aerei anglo-statunitensi; sul finire di dicembre queste unità furono intensamente impiegate in missioni di bombardamento costiero in appoggio ai reparti della Wehrmacht sul fronte orientale. In queste azioni si misero particolarmente in luce gli incrociatori pesanti Prinz Eugen e Admiral Scheer, che operarono prevalentemente nella baia di Danzica: in queste operazioni le unità tedesche spararono più colpi di quanti ne avessero consumati in tutti i passati anni di guerra, tanto che in più di un'occasione si rese necessario cambiare le canne dei cannoni principali, usurate dall'inteso uso. Durante queste operazioni diverse unità andarono perdute per l'urto con mine navali: il 12 dicembre 1944 i cacciatorpediniere Z35 e Z36, appartenenti alla nuovissima classe Zerstörer 1936B e da poco entrati in servizio, colarono a picco al largo dell'Estonia dopo essere entrati inavvertitamente in un campo minato tedesco, mentre il 3 maggio 1945 l'anziana corazzata Schlesien urtò una mina davanti Zinnowitz, finendo poi arenata in acque basse. Il grosso delle perdite fu comunque provocato da attacchi aerei, sia dell'aeronautica sovietica che della RAF: il 18 gennaio la vecchia Schleswig-Holstein venne colpita da tre bombe a Gotenhafen finendo arenata, mentre il 9 aprile l'incrociatore Admiral Scheer fu affondato a Kiel da bombardieri della RAF, seguito il 16 aprile dal Lützow messo fuori combattimento al largo di Swinemünde.

#### La fine delle ostilità

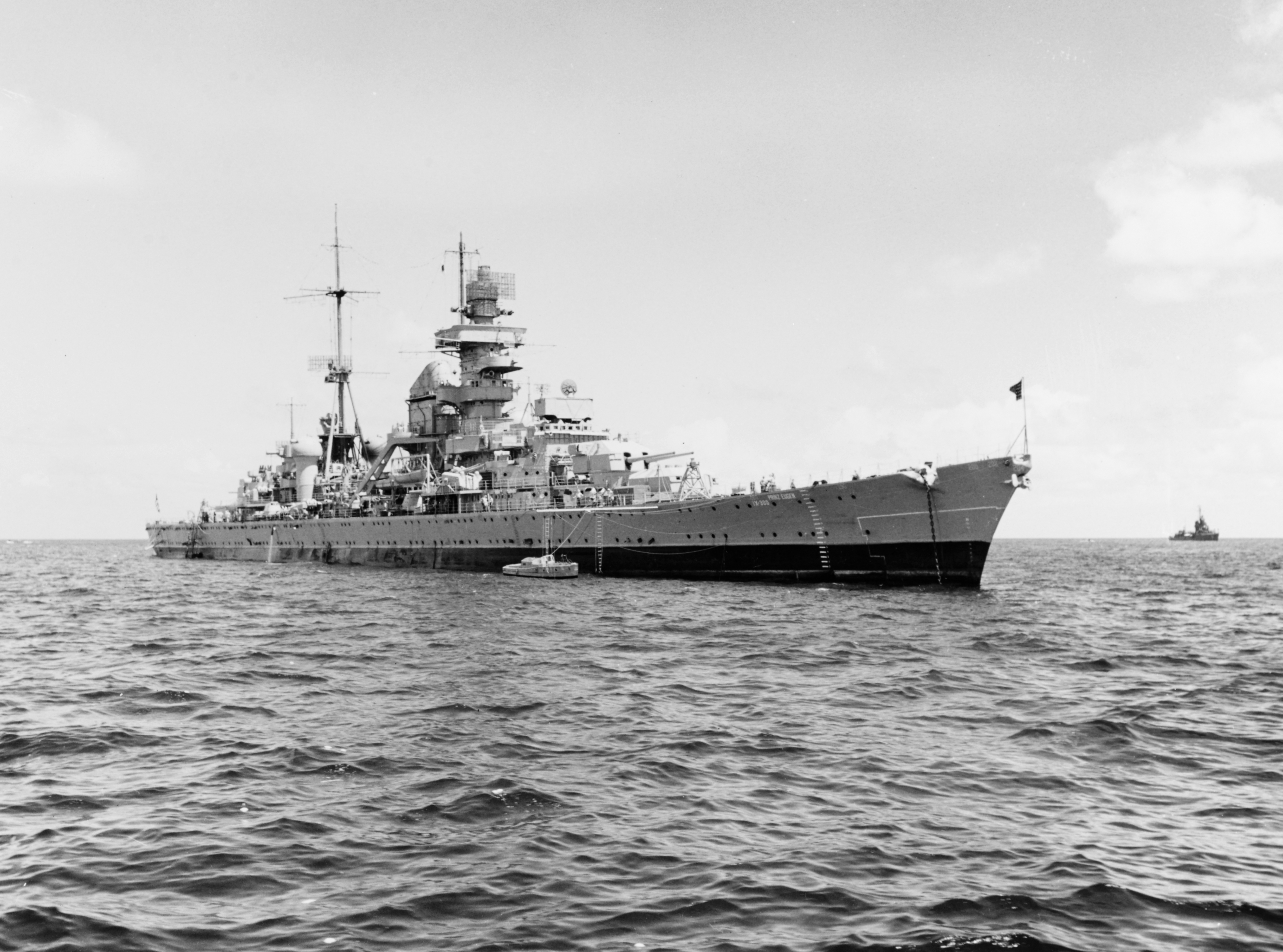
L'incrociatore pesante tedesco Prinz Eugen, la maggiore delle unità della Kriegsmarine a sopravvivere indenne alla guerra

Il 2 maggio 1945 le forze tedesche accerchiate a Berlino si arresero ai reparti dell'Armata Rossa che assediavano la città dal 26 aprile precedente; le ultime sacche di resistenza della Wehrmacht capitolarono una dopo l'altra, anche se le truppe tagliate fuori in Curlandia riuscirono a resistere fino alla conclusione delle ostilità. Alle 2:41 del 7 maggio il generale Alfred Jodl firmò l'atto di capitolazione delle forze tedesche presso il quartier generale Alleato a Reims; alle 23:01 dell'8 maggio, in un'analoga cerimonia, il feldmaresciallo Wilhelm Keitel firmò un documento simile davanti ai rappresentanti sovietici a Berlino, sancendo la cessazione delle ostilità anche sul fronte orientale.
La capitolazione tedesca pose di fatto fine alle ultime operazioni belliche nel Baltico: l'ultimo convoglio di profughi tedeschi della Prussia orientale lasciò Libau quello stesso 8 maggio, poco prima che le unità sovietiche bloccassero l'accesso al porto; nonostante gli affondamenti a opera delle mine, degli attacchi aerei e dei sommergibili sovietici, le perdite in mare patite durante l'operazione Hannibal furono inferiori al 2% rispetto al numero dei profughi evacuati: tra il gennaio e il maggio 1945 le unità tedesche furono capaci di evacuare a ovest circa 550 000 soldati e poco più di 2 milioni di profughi civili, probabilmente la più imponente operazione di evacuazione via mare della storia moderna. La Kriegsmarine uscì comunque semidistrutta dalla guerra: delle sue maggiori unità di superficie, le uniche a sopravvivere indenni al conflitto furono l'incrociatore pesante Prinz Eugen (acquisito al termine delle ostilità dalla United States Navy) e l'incrociatore leggero Nürnberg, passato alla marina sovietica ed entrato in servizio con la Flotta del Baltico sotto il nome di Admiral Makarow. In una delle ultimissime operazioni belliche del conflitto, il 9 maggio truppe sovietiche sbarcarono sull'isola danese di Bornholm, pesantemente bombardata nei giorni precedenti, facendo prigioniera la numerosa guarnigione tedesca dopo un breve combattimento. L'occupazione sovietica dell'isola proseguì fino al 5 aprile 1946, quando infine Bornholm fu restituita alla Danimarca.